# Jiřetín pod Jedlovou
Jiřetín pod Jedlovou (původní a německý název Sankt Georgenthal) je obec (dřívější město) na severní straně Lužických hor v okrese Děčín, v Ústeckém kraji. Žije v ní 659 obyvatel. Obec tvoří také osady Lesné, Rozhled a Jedlová. V roce 1587 byla Jiřetínu udělena císařem Rudolfem II. plná městská práva. V roce 1998 získala obec titul Vesnice roku.
Jiřetín leží v Lužických horách v nadmořské výšce 458 metrů, pod Křížovou horou (577 m n. m.), na kterou vede křížová cesta, která byla zřízena roku 1764, a kaple, postavená v roce 1796. V obci sídlí od roku 1874 ženský klášter Kongregace dcer Božské lásky a od roku 1990, zde mají ve vlastním domě svou venkovskou enklávu sestry pražského kláštera voršilek.
Na většinu území obce zasahuje CHKO Lužické hory. Jiřetín pod Jedlovou má statut městské památkové zóny od roku 1992. Poblíž obce se nachází zřícenina hradu Tolštejn a třetí nejvyšší vrchol Lužických hor Jedlová. Na západním okraji obce, u silnice směr Děčín, se nachází štola Jan Evangelista. Obec je významným střediskem zimních sportů.

## Název
Město se německy jmenovalo Sankt Georgenthal (česky Svatý Jiří v Oudolí). Město založil v roce 1539 Jiří ze Šlejnic, proto bylo svěřeno pod ochranu svatého Jiří a bylo pojmenováno po svém patronovi. Český název byl vytvořen v roce 1949 ze jména Jiří podle starších českých zeměpisných jmen. Po roce 1945 se městečko krátkou dobu jmenovalo Svatý Jiřetín. V roce 1949 městečko dostalo rozlišovač pod Jedlovou pro odlišení od ostatních Jiřetínů.

## Historie

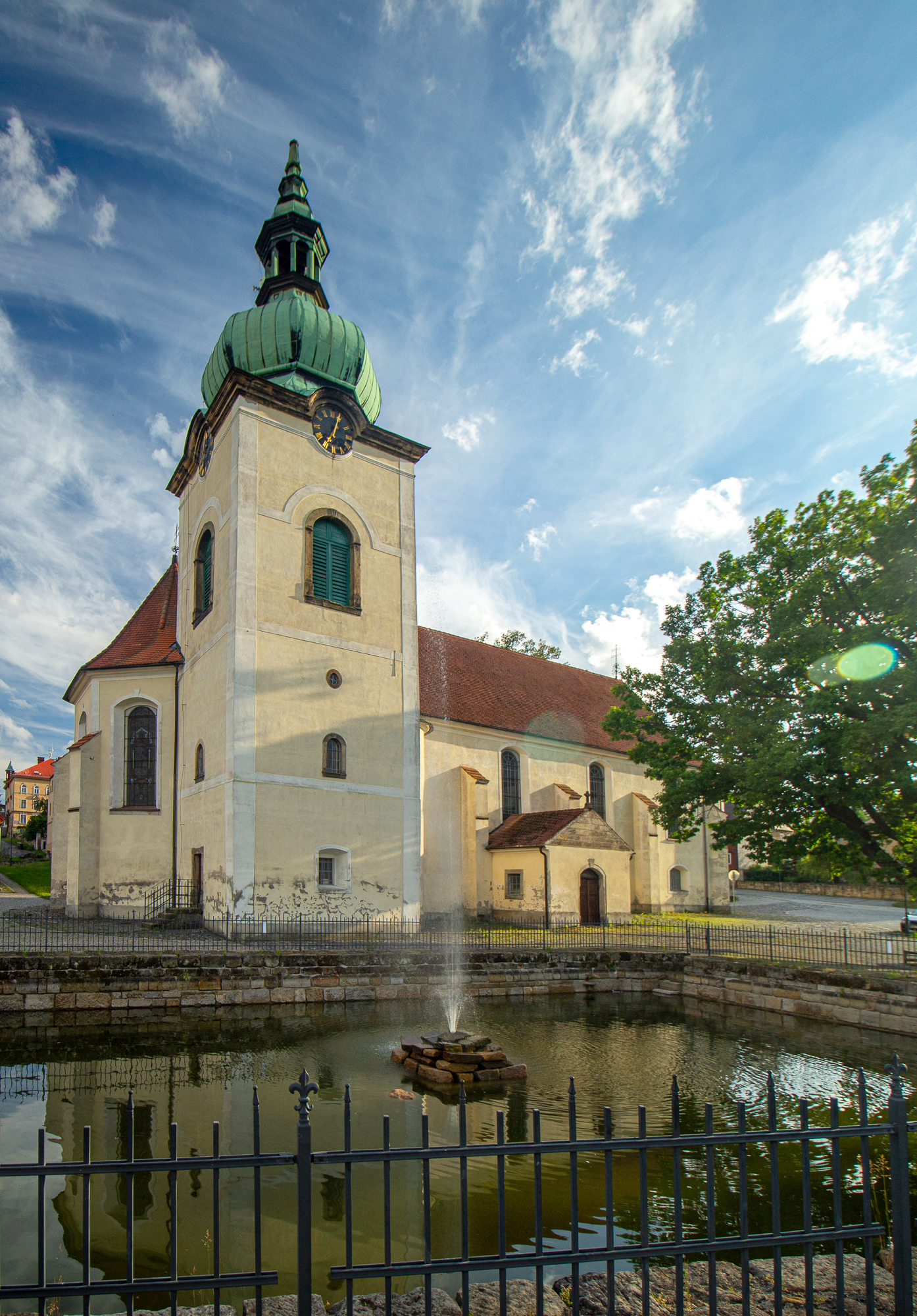
Kostel Nejsvětější Trojice na náměstí Jiřího

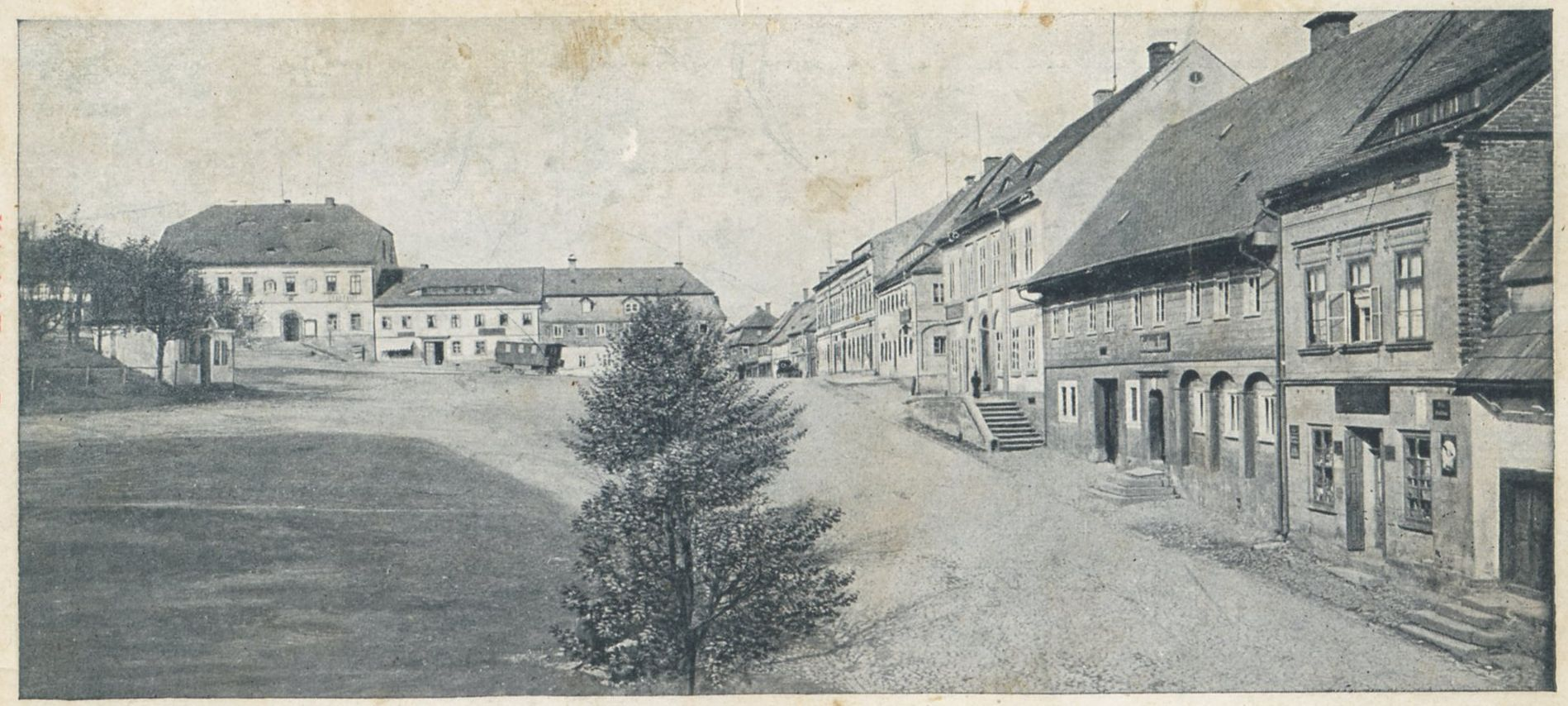
Náměstí v Jiřetíně pod Jedlovou na přelomu 19. a 20. století

V roce 1983, byl na zahradě domu čp. 212, nalezen nejstarší doklad o pobytu člověka na území Jiřetína, pamětní mince římského císaře Claudia II., který vládl v letech 268 až 270 a která byla ražena za jeho nástupce Aureliana.
Úvahy o slovanském osídlení tohoto kraje již od konce 6. století jsou pouhou fikcí, nemají reálný základ. V roce 1509 dal král Vladislav II. Jagellonský Jindřichovi ze Šlejnic právo na dvacet let v tolštejnském panství těžit zlato, stříbro, měď, olovo, cín, železo a jiné kovy. Pokusy o těžbu nejdříve probíhaly v Sýkořím údolí pod Tolštejnem a v Údolí Milířky pod Kozím hřbetem na katastru Dolního Podluží.

### Založení města
Nejstaršími doklady osídlení v okolí Jiřetín jsou středověké sklárny. Nejbližší datované sklárny se nachází 1,5 km jižně od osady Lesné na katastru obce Dolního Podluží, další se nacházely uprostřed osady Rozhled naproti rekreačnímu středisku Slovan. Existence hutí byla datována do konce 13. století.
Podle dostupných údajů vznikl základ Jiřetína již v roce 1539, kdy bylo vybráno místo, a v letech 1548 až 1553 bylo hornické městečko vyměřeno do pravidelného šachovnicového půdorysu. Město bylo postaveno při staré lipské cestě, které lemovala východní okraj městečka. Město Jiřetín patří do skupiny horních měst, zakládaných podél saských hranic. Základem Jiřetína je přesný čtverec náměstí, od něhož se odvíjela pravidelná ortogonální síť ulic. Středové ulice neměly tranzitní charakter, což nebylo na úkor dopravní dostupnosti. Dálková trasa vedla na východním okraji města. Podél náměstí a ulic byly vyměřeny kvadratické domovní bloky, na jejichž každé straně stály tři domy. Ačkoli byly všechny domy v městečku dřevěné, nikdy z tohoto důvodu nevyhořelo celé.

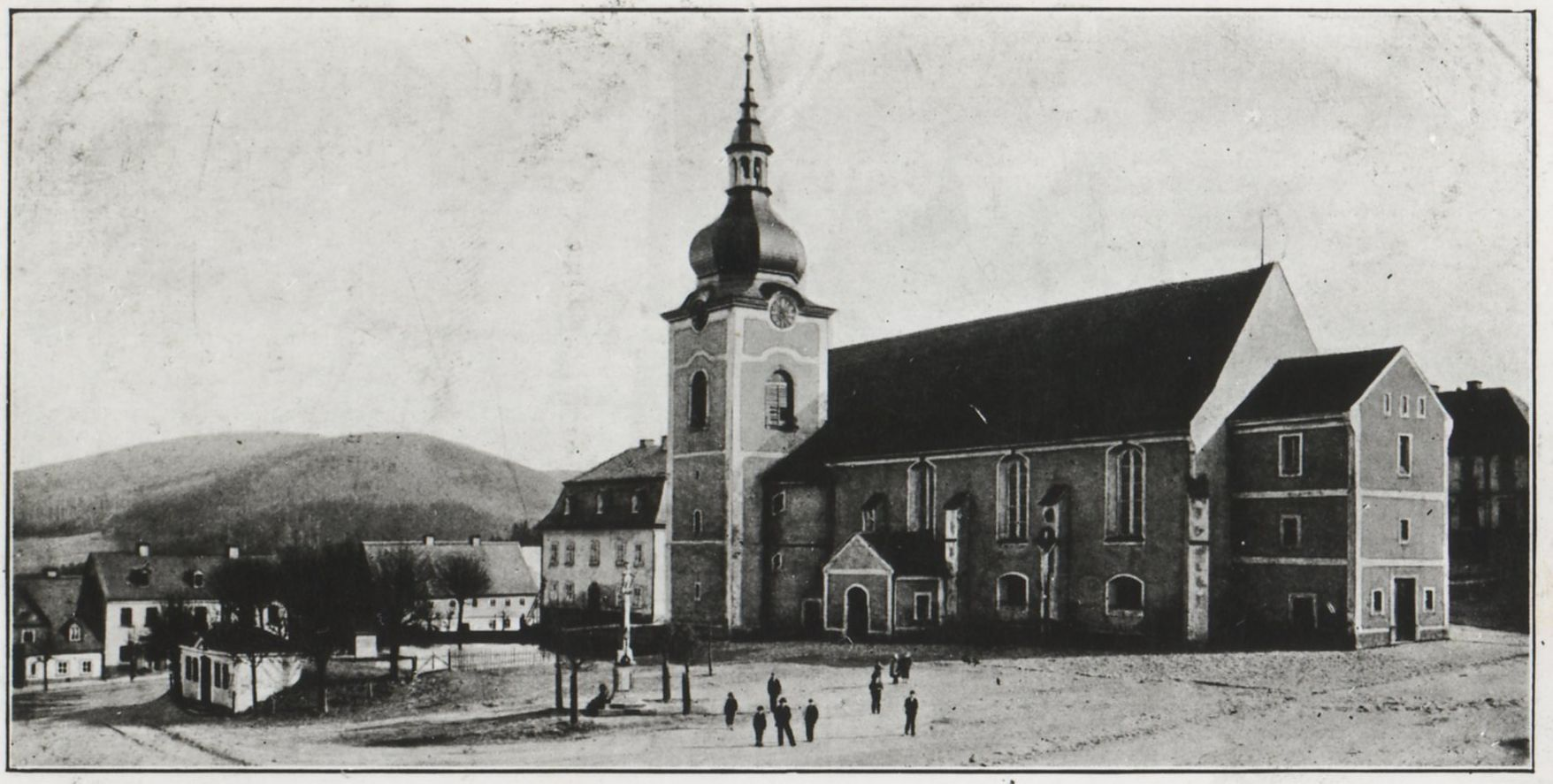
Kostel v Jiřetíně pod Jedlovou na přelomu 19. a 20. století

Počáteční rozvoj městečka byl ovlivněn četnými výhodami, které plynuly ze zakládacího privilegia, které dal ve dvaceti bodech 12. listopadu 1554 sestavit Jiří ze Šlejnic. Město dostalo obvyklá základní práva, všichni majitelé domů dostali právo vařit pivo podle rumburského várečného řádu a prodávat je, právo péci chleba, porážet dobytek, získali volnost k provozování obchodu a vedení řemesel. Byli osvobozeni po celém dominiu od všech dávek i cel. Měli právo svobodného odkazu svého majetku, a byli osvobozeni od všech dluhů, které nechali mimo země Koruny české. Měli právo volit městskou radu, purkmistra a rychtáře a funkcionáře městské samosprávy, i když si vrchnost vymínila jejich schválení. Obyvatelé města nezískali žádné pozemky, pouze ty, na kterých stály jejich domy. Měli však právo svobodného odkazu svého majetku a především výsadu volného pohybu, tj. svobodného příchodu a odchodu. Výsady umožňovaly zdárný chod městského života, který měl zajistit zdárný chod důlní činnosti. Hlavním důlním dílem byla v 16. století dědičná štola svatého Kryštofa, její vchod je vidět před jiřetínským domem čp. 252 v Křížové ulici. Podpora vrchnosti nebyla bezmezná, předpokládalo se podmínečné prodlužování platnosti důlního privilegia. Ta byla v roce 1569 prodloužena o dalších 15 let a v roce 1584 o další tři roky. Záhy však došlo k poklesu těžby. V době omezování důlní činnosti byly záporem majetkoprávní poměry. V roce 1587 byly obyvatelům městečka vyměřeny poddanské platy a povinnosti. Dne 18. prosince 1587 udělil císař Rudolf II. listinou plné městské právo. Součástí výsad města byly dva výroční trhy, na svatého Jiří (24. dubna) a po svatém Martinovi (11. listopadu). Součástí listin bylo i udělení práva na věčné časy užívat vlastní pečeť a znak. V roce 1599 ve městě propukla morová epidemie, jíž podlehlo 300 lidí.
Vlastní kostel začali obyvatelé Jiřetína budovat v roce 1587. Kostel byl vysvěcen dne 21. května 1612 a prvním duchovním se stal evangelický pastor z Dolního Podluží Joachim Schöfelder. V roce 1616 se kněz přestěhoval z Dolního Podluží do Jiřetína, byla postavena fara.
Naděje vkládané do rudných ložisek nesplnily očekávání. Cesta k životním jistotám vedla před cechy. První se městským řemeslem uplatnili pláteníci, tkali již od roku 1557.
V roce 1642 za třicetileté války zničili Švédové nedaleký hrad Tolštejn. V době rekatolizace odešlo – podle seznamu ze 3. prosince 1652 – z Jiřetína 108 osob, jako první získal měšťanské právo v Drážďanech stolař Johann Krocker.

### Od třicetileté války do roku 1945

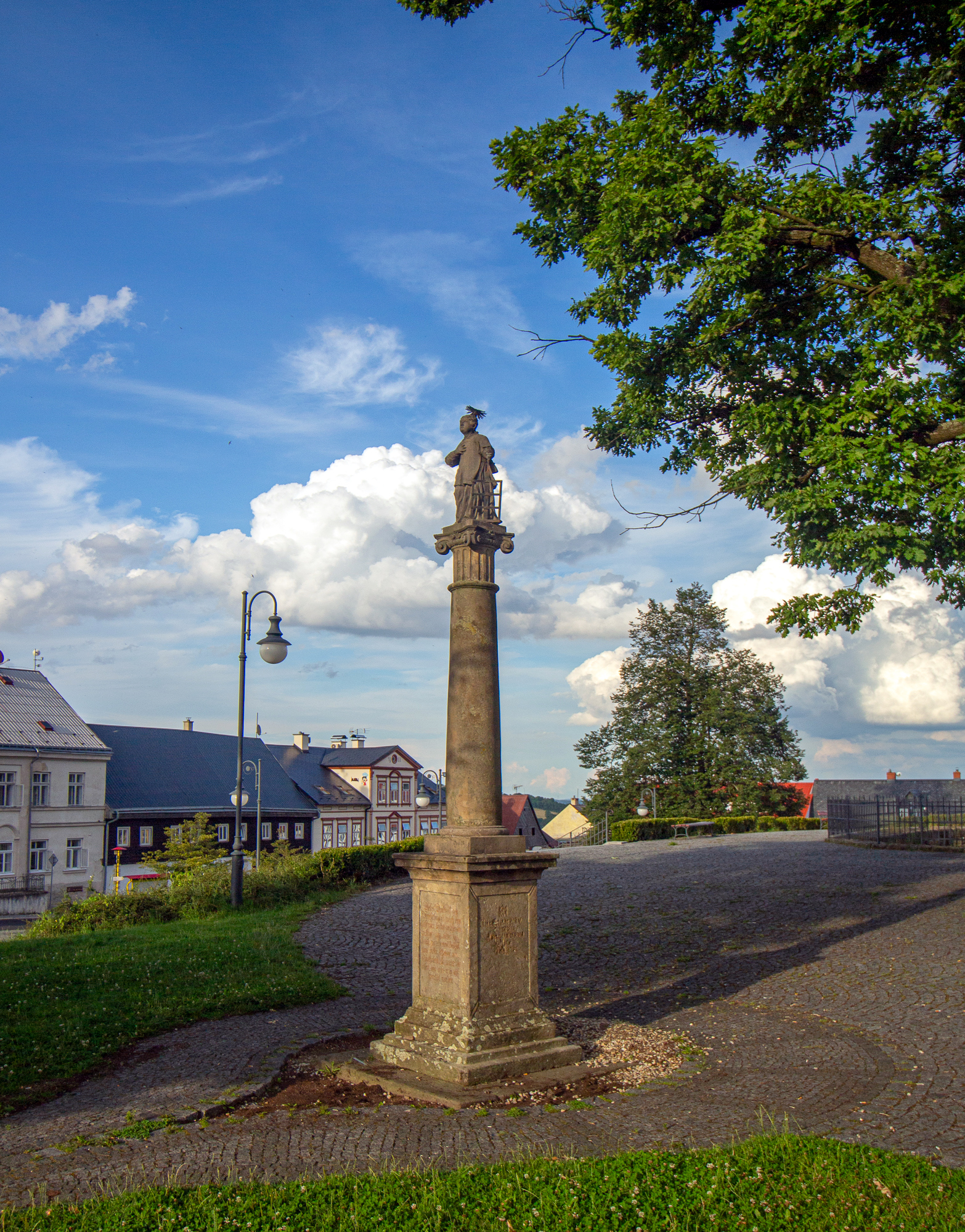
Sloup svatého Vavřince na náměstí v Jiřetíně pod Jedlovou

Až do vydání císařského patentu 19. července 1765 užívalo město právo hrdelního soudu II. stupně. Popraviště bylo na Šibeničním vrchu.
Po třicetileté válce bylo v Jiřetíně z 92 domů 29 pustých. Berní rula z roku 1654 neuvádí ani náznak dolování, nelze z toho usuzovat, že všechny důlní podniky využívající ložisek leštěnce olověného zanikly. Jiřetínský farář v roce 1656 uvádí, že bylo uvedeno do provozu dolování zlata, stříbra, mědi a prý také uhlí. V roce 1750 probíhalo dolovaní rudy v dědičné štole svatého Kryštofa na Křížové hoře, v roce 1781 byla založena štola Jan Evangelista. V roce 1681 zakoupil rumburské panství kníže Antonín Florián z Lichtenštejna, s jehož rodem sdílel Jiřetín osud až do roku 1919. V roce 1804 po zničení manipulační budovy musela být ruda odvážena do saského Freibergu, což bylo velice ztrátové, takže těžba nepokračovala. V katastru Jedlové pracovala v první polovině 18. století barokní sklářská huť.
V roce 1805 byla přes Stožecké sedlo vybudována dodnes používaná silnice. Křižovatka pod Jiřetínem nese neoficiální název Na Mýtě, nejspíše doklad toho, že tudy vedla stará obchodní cesta, na níž se v podhradí Tolštejna vybíralo mýtné.
V roce 1848 byla v Jiřetíně vytvořena národní garda. V roce 1907, v souvislosti s reformou veřejné správy, zrušením panství a vytvoření okresů se stává součástí politického okresu Rumburk, později připadl okresu Varnsdorf.
Od roku 1862 existuje v Jiřetíně poštovní úřad.
Josef Vítězslav Šimák o Jiřetínu napsal před rokem 1905: „Hory Jiřetínské kvetly však jen za požehnaného míru doby Rudolfinské, válkou třicetiletou zanikly a nevzkřísily se, ač pokusy o to dály se. Teprve nový průmysl, tkalcovský a soukenický, zvláště výroba sametů, potom sklářství, zavedené sem ta tišších dob ze sousedství, pomohl městečku a je dosud hlavním zdrojem výživy.“
Nejvyššího počtu obyvatel Jiřetín dosáhl v roce 1880. Po polovině 19. století, díky odklonu hlavní silnice, a v návaznosti na průmyslový a stavební rozvoj nedalekého Varnsdorfu, se Jiřetín přestal půdorysně rozvíjet. Nové výstavby se dočkaly pouze dvě budovy. Na úpatí Křížové hory vyrostla budova Střelnice a těsně vedle fary budova požární zbrojnice. Počátkem 20. století byl postaven nový vodovod. Dne 8. září 1909 byla v Jiřetíně zavedena elektrická energie. Za první světové války padlo 71 jiřetínských rodáků.
Po první světové válce došlo k velkým pozemkovým změnám, velkostatek Rumburk propadl pozemkové reformě. Od knížete Jana z Lichtenštejna jej vykoupil československý stát.
V roce 1919 došlo k přejmenování ulic. V roce 1934 bylo bez práce v Jiřetíně 282 lidí, jejich počet stoupl do roku 1938 až na 400. Nezaměstnaným začínala pomáhat Sudetendeutsche Volkshilfe. V roce 1935 byla poprvé pro veřejnost otevřena štola Jan Evangelista. Dne 2. října 1939 obsadily Jiřetín jednotky wehrmachtu. Německé obyvatelstvo, které vítalo zábor s neskrývaným nadšením, pod dojmem válečných událostí záhy vystřízlivělo. Došlo převedení prakticky všech podniků na válečnou výrobu. Na válečnou výrobu byla převedena i zámečnická dílna firmy Ernst Clar, kde pracovali i sovětští váleční zajatci.

### Po roce 1945

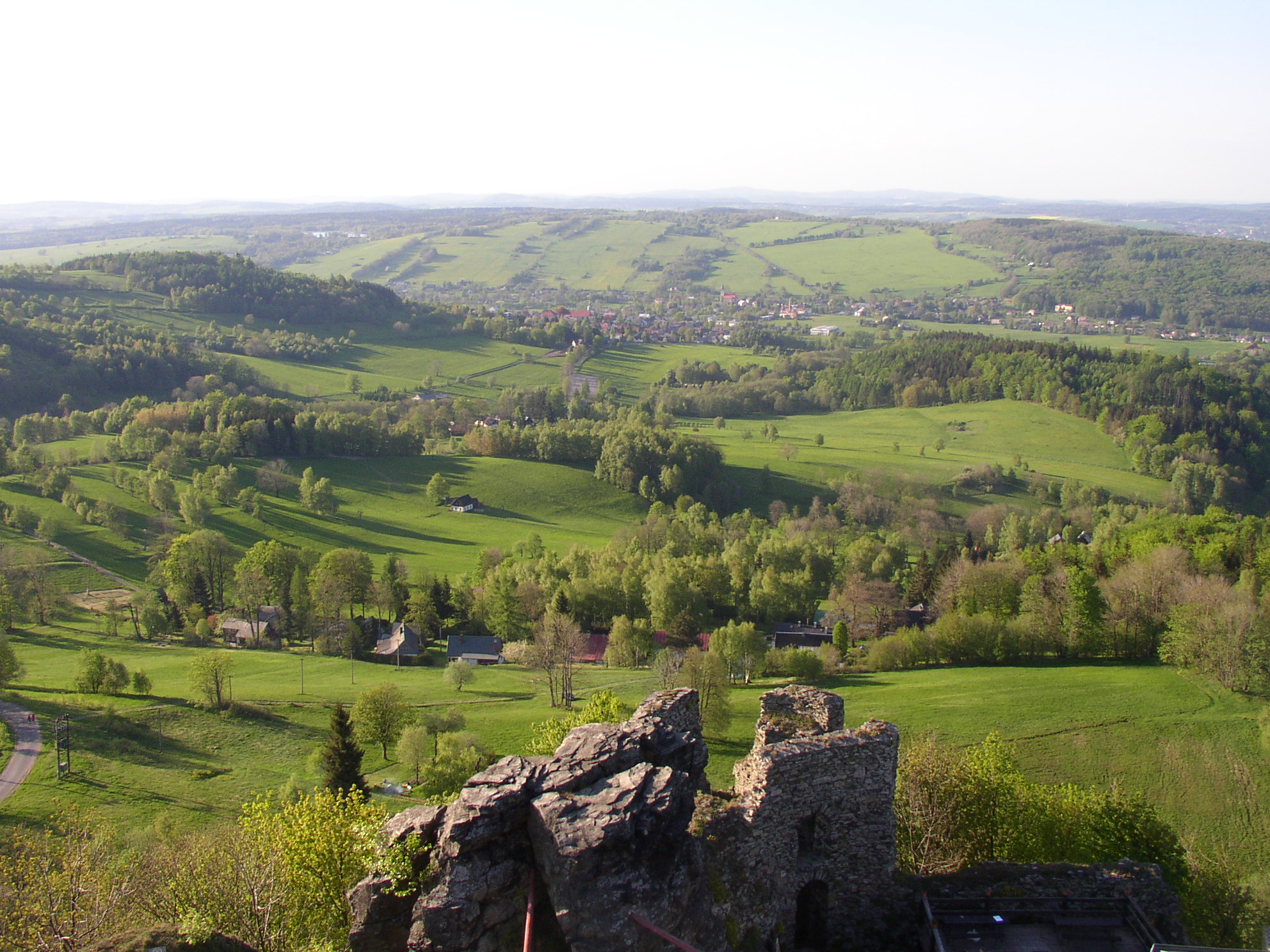
Pohled z Tolštejna na Jiřetín pod Jedlovou

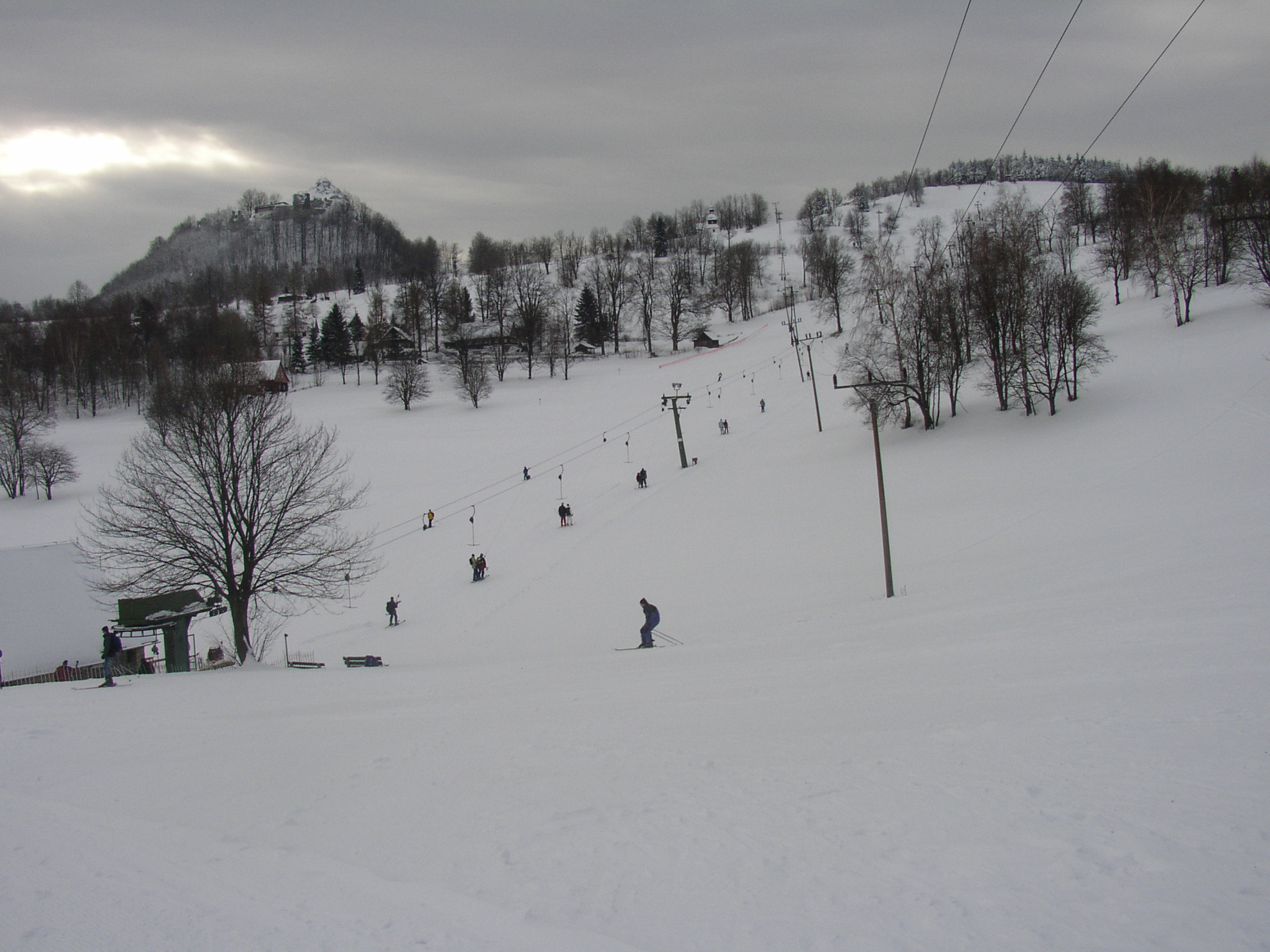
Lyžařský vlek zvaný Na Mezičkách pod Tolštejnem

9. května 1945 převzal správu Jiřetína a bezpečnostní službu český národní výbor. Během prvních týdnů po válce se v Jiřetíně aktivizovali němečtí antifašisté, kteří byli od ostatních Němců odlišováni ještě 18. srpna 1945 v hlášení místní správní komise o počtu obyvatel. Pro původní německé obyvatelstvo představovaly velký problém takzvané Revoluční gardy, kterým se říkalo „rabovací gardy“. Jako všude jinde v republice se i Němců v Jiřetíně týkala represivní opatření. Nejlépe je dokumentuje vzpomínka posledního německého kronikáře Jiřetína Emila Brunna, publikovaná v tzn. Bílé knize: „Blokovány byly jejich úspory ve spořitelně, museli odevzdat rozhlasové přijímače, hudební nástroje, sportovní náčiní, vozidla. Němci nesměli po 19. hodině večerní opouštět svoje obydlí a byli povinni nosit bílé pásky. Nesměli užívat železnici a v provozech museli pracovat pod dozorem. Všechny podniky obdržely správce a všechny živnosti musely odvádět své příjmy. Ve svém volnu museli Němci odstraňovat zátarasy i obranná postavení a pod dozorem rovněž konat i jiné práce. Každý německý nápis byl odstraněn, odstraněn byl i pomník padlých vojáků na náměstí. Jednotliví Němci byli zatčeni a vzati do tábora, jen protože byli členy nacistické strany nebo je Češi nenáviděli. Trpěli tam hladem a násilnostmi, buď tam zahynuli nebo jiní byli propuštěni teprve po letech. Potom byly vyhledávány prvé oběti k vyhnání. Krátce předtím obdrželi výzvu, někde se v určitou dobu shromáždit, takže jim nezbyl žádný čas k zabalení toho, co jsi měli vzít sebou. Tam byli znovu prohledáni a pak nejbrutálnějším způsobem v horku a v dešti hnáni jako dobytek a na hranicích ponecháni sami sobě.“

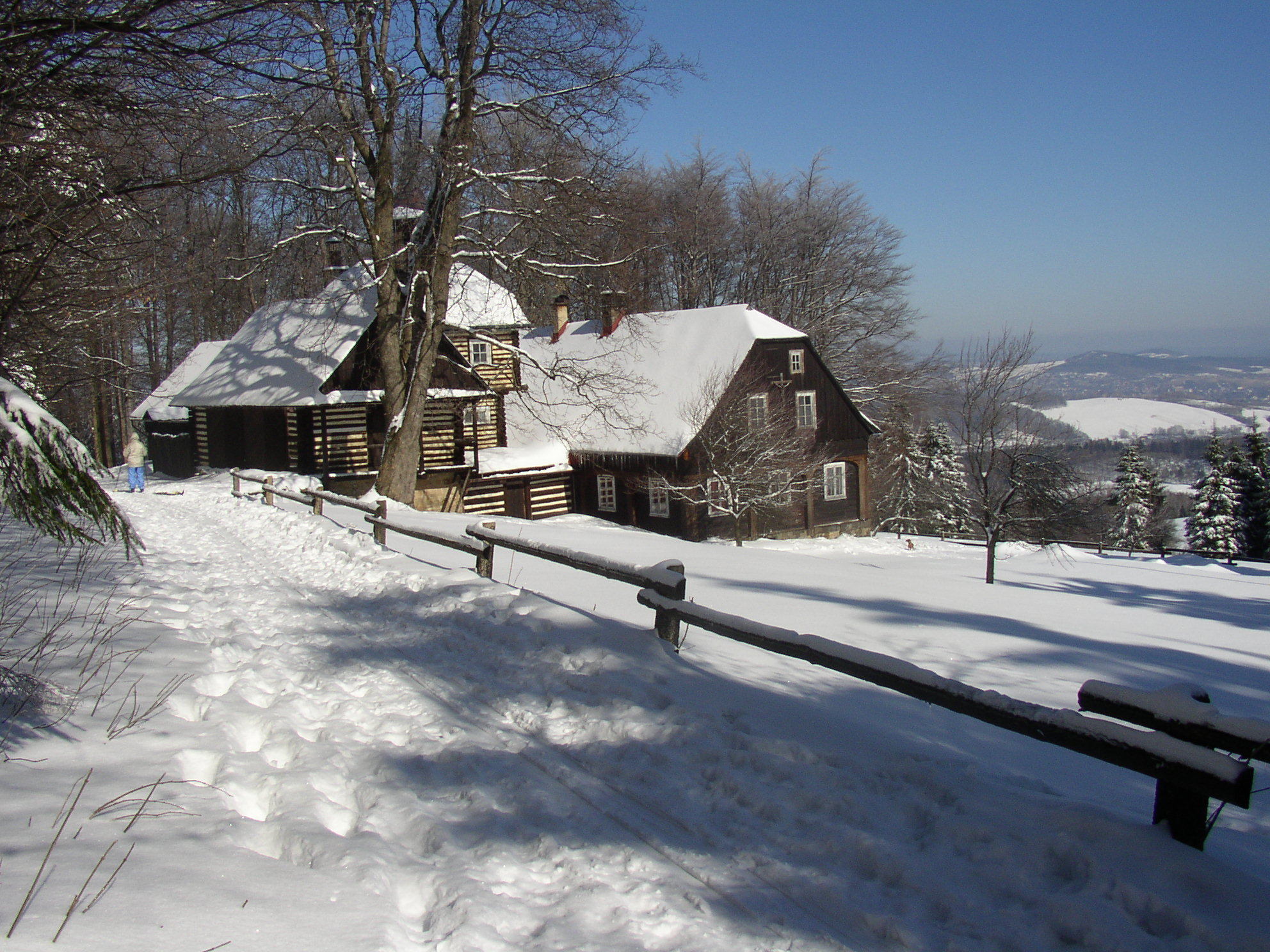
Hájenka Ranch 7D v osadě Jedlová

Podle hlášení Místní správní komise žilo v Jiřetíně dne 18. srpna 1945 v obci 1058 Němců, z toho 152 antifašistů. Dne 9. února 1946 byl při razii zatčen Anton Kühnel, který se vrátil přes hranice zpět pro své věci a při pokusu o útěk byl zastřelen Herbert Schindler.
Osídlování probíhalo pomalu. 18. srpna 1945 žilo v Jiřetíně pouze 120 Čechů a 16 Slováků, kteří ale přišli do Jiřetína v únoru 1945 jako uprchlíci – Volksdeutsche, což byli etničtí Němci z území na východě.
V roce 1945 byl v Jiřetíně po Jedlovou odstraněn pomník válečným obětem, který zde stál od roku 1904.
V roce 1966 byla zbořena jiřetínská radnice, na jejím místě dnes stojí betonové nákupní středisko. Radnice dnes sídlí v patrové budově nad náměstím.
26. května 1946 byl v Jiřetíně ustaven místní národní výbor. Dne 30. září 1949 byl Jiřetín spojen s Tolštýnem, dnešní katastrální území Rozhled. V 80. letech 20. století byly návrhy na integraci s Horním a Dolním Podlužím, které občané odmítli. Jiřetín tehdy přišel o funkci uvolněného tajemníka.
Správa obce byla za poměrů po druhé světové válce podřízena jednotné soustavě národních výborů, v jejímž rámci nebyly původně uznávány městské statusy jak Jiřetínu, tak i řadě jiných větších a menších míst, kde v čele obce stál místní národní výbor. Status města nikdy nebyl Jiřetínu vrácen, i když změnou ústavy jej v roce 1960 řada jiných měst dostala zpět. Jiřetín nedostal městský statut zpět ani nikdy později. 
V sedmdesátých letech 20. století se v Jiřetíně a jeho okolí začíná prosazovat chalupářství. Osady Lesné, Rozhled a Jedlová se stávají ryze chalupářskými a chalupáři je zachránili před zánikem. V roce 1973 byla vyhlášena CHKO Lužické hory, která chrání ráz krajiny mimo areál dosavadní výstavby a která přinesla zákaz výstavby nových chat. Během 60. až 80. let 20. století se Jiřetín stal významným střediskem zimních sportů. Zásluhu na tom má Tělovýchovná jednota Slovan Varnsdorf. Jako první byl vybudován „háčkový“ vlek pod Tolštejnem na tzn. „Mezičkách“ o délce 270 m a převýšení 70 m. V roce 1980 byl vybudován kotvový vlek typu VL 1000 na severovýchodním svahu Jedlové, dlouhý 1 200 m a o převýšení 260 m. Na Jedlové byly vybudovány dvě sjezdovky, závodní o délce 1 200 m a turistické o délce 1 400 m. V roce 1976 byl vybudován hotel Slovan s 70 lůžky. V roce 1984 přibyl běžecký areál kolem Jedlové.
Prvním novodobým starostou obce se dne 12. prosince 1990 stal Josef Zoser, který byl v obci od roku 1980 předsedou Tělovýchovné jednoty Slovan. Josef Zoser je starostou dodnes. Po sametové revoluci se počet obyvatel Jiřetína snížil téměř o celou stovku. Příčinou byl odchod většiny řádových sester různých řeholí do původních klášterů. Jako první odešly dominikánky, po nich vincentinky, jejich dosavadní domov na náměstí byl využit ke zřízení azylového domu Domov svaté Máří Magdalény. Provoz zprvu zajišťovaly rafaelky, které po roce odešly do jižních Čech. Současně odešly karmelitky a během roku 1994 odešlo z Jiřetína i třicet sester těšitelek. Na podzim 1995 odešly sarmatky do domovského kláštera v Ružomberku na Slovensku.
V roce 1992 byla v Jiřetíně vyhlášena městská památková zóna, přestože na západní straně náměstí stojí panelové nákupní středisko. V roce 1994 byla zahájena rekonstrukce fary. Též v roce 1994 začala výměna střešní krytiny kostela a části krovů kostela, věřící museli na nedělní mši svatou chodit do kostela v Dolním Podluží. V druhé polovině září 1995 začalo vznikat informační středisko rekonstrukcí autobusové čekárny na náměstí. Z nevzhledné a poničené stavby se stal víceúčelový objekt. Do provozu byl uveden v roce 1998. V roce 1999 byla turisticky zpřístupněna štola Jan Evangelista. V roce 1998 obec získala titul „Vesnice roku“.
V roce 2001 bylo v prostorách hradu Tolštejna vyhlášeno Tolštejnské panství. V roce 2015 zahájila provoz fontána.

## Politika

### Zastupitelstvo a starosta

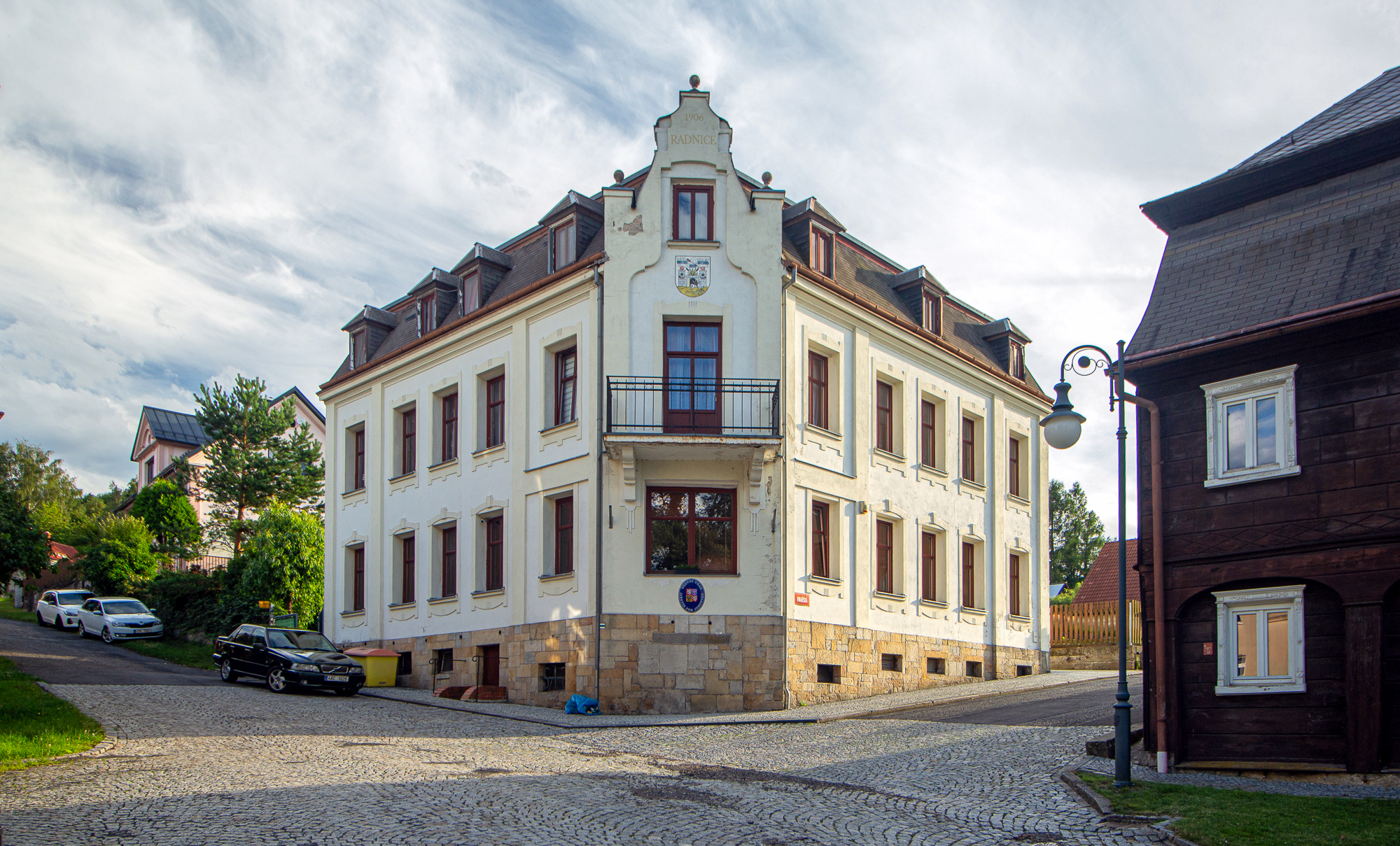
Budova radnice v Jiřetíně pod Jedlovou

Zastupitelstvo obce Jiřetín pod Jedlovou je sedmičlenné. V zastupitelstvu obce byli ve volebním období 2006 až 2010 kandidáti tří stran, Hnutí nezávislých za harmonický rozvoj obcí a měst mělo tři zástupce v zastupitelstvu, Sdružení nezávislých kandidátů za rozvoj Jiřetín mělo též tři zástupce a Hnutí za demokratizaci obecních zájmů jednoho zástupce. Starostou Jiřetína pod Jedlovou byl v letech 1990–2015 Josef Zoser, který byl v letech 2002 až 2008 senátorem za Hnutí nezávislých za harmonický rozvoj obcí a měst za okres Děčín.

### Symboly obce
Jiřetín pod Jedlovou měl v minulosti vlajku, jehož list tvořily dva pruhy, modrý a bílý. Shodoval se s mnoha historickými městskými vlajkami, a proto byla jiřetínská vlajka doplněn rozlišující figurou. Nově upravená vlajka má popis: List tvoří dva vodorovné pruhy, modrý a bílý s bílou lilií v žerďové polovině listu, a bílý. Podobu vlajky schválil Podvýbor pro heraldiku a vexilologii Poslanecké sněmovny Parlamentu České republiky 12. února 2003. Předseda poslanecké sněmovny udělil vlajku 6. června 2003 na základě svého rozhodnutí ze dne 18. března 2003.
Popis znaku Jiřetína pod Jedlovou zní: Na spodku štítu je zelená hora, pod níž leží bělavý a červeně skvrnitý drak. Na „hoře stojí hradní brána Tolštejna“ ze stříbrných kvádrů a po jejích obou stranách jsou nízké, rovněž stříbrné kvádrové věže, každá věž má okrouhlou střílnu a kupolovitou červenou střechu s makovicí. Brána je otevřená, uvnitř červeně malovaná, se zlatými vraty. Před branou jede na stříbrném koni sv. Jiří ve zbroji a kopím probodává krk draka. Na každé věži pod kulatou střílnou visí poštovská trubka, vpravo červená, vlevo modrá, zlatem kovaná, visící na červené šňůře. Nad branou mezi věžemi je zelené sítí a mezi ním dvě palice orobince. V něm stojí stříbrná labuť s rozloženými křídly. Na křídlech i prsou má modrý pruh, na kterém je vždy po jedné stříbrné lilii. Ve zlatém zobáku drží labuť zlatý šíp s červeným peřím a ocelovým hrotem, z pravé strany shora dolů k levé straně šikmo obrácený.

### Členství ve sdruženích
Obec je členem Svazu měst a obcí, Euroregionu Nisa, Spolku pro obnovu venkova, Svazu historických sídel, Sdružení pro rozvoj Šluknovska a Svazu obcí Tolštejn. Obec neudržuje pravidelné styky se zahraničím, styky jsou příležitostného charakteru.

## Přírodní poměry

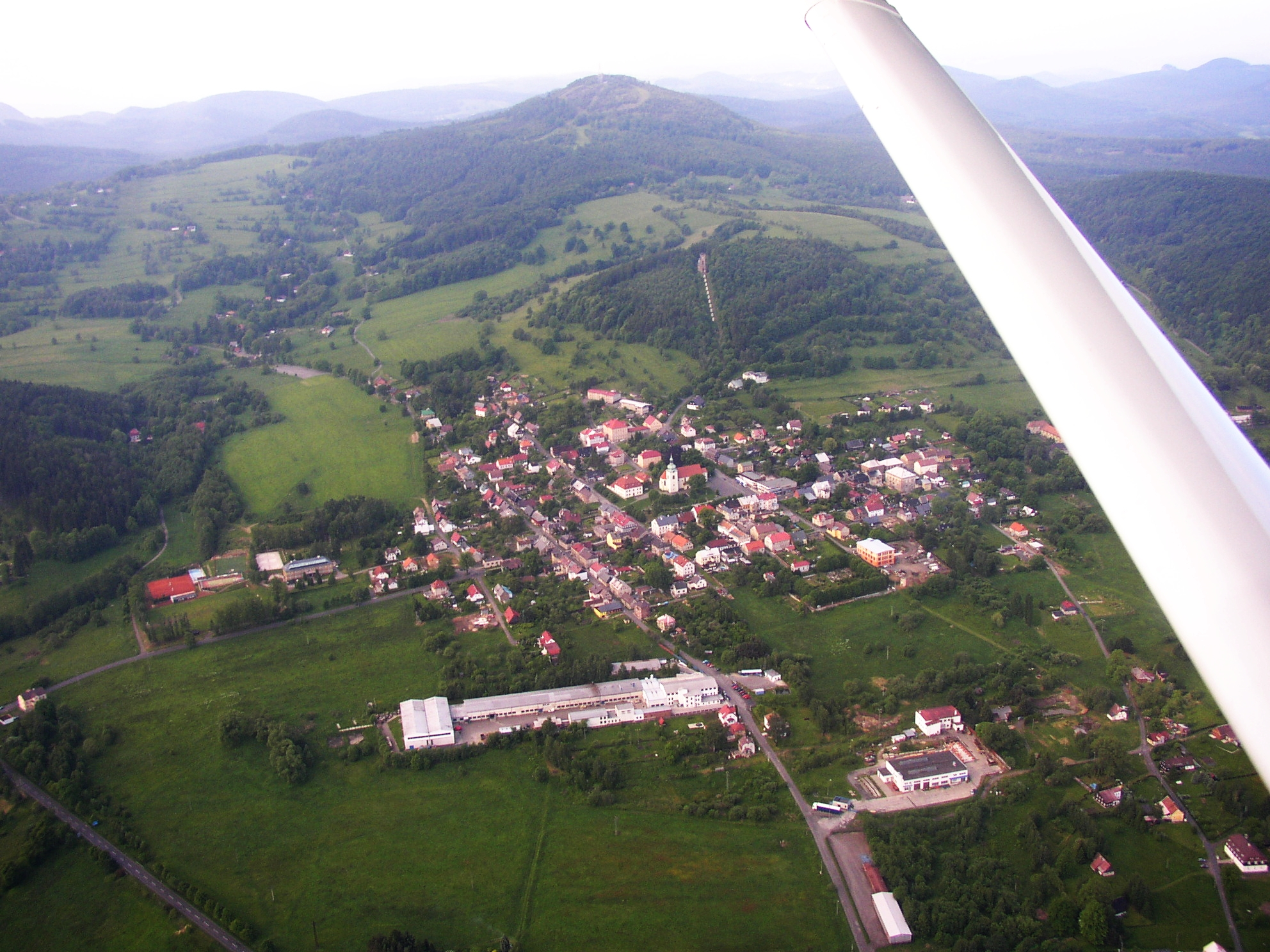
Letecký snímek Jiřetína pod Jedlovou, v pozadí Křížová hora a Jedlová

Samotný Jiřetín pod Jedlovou se nachází na poměrně strmém svahu. Sportovní areál má nadmořskou výšku 430 metrů, náměstí leží v nadmořské výšce 455 metrů. Horní část obce se šplhá k nadmořské výšce 500 metrů, nad obcí se nachází Křížová hora o nadmořské výšce 577 metrů. Osadou Rozhled protéká Bílý potok, Lesného na východní straně lemuje Lesenský potok. Osadu Jedlová odvodňuje Jedlovský potok. Katastrem obce probíhá hlavní evropské rozvodí mezi Baltským mořem a Severním mořem. Obec leží v nadmořské výšce 458 metrů. Nejvyšším bodem obce je Jedlová, od zní k východu směřuje hřbet, ukončený zříceninou hradu Tolštejna.
Geologicky se území Jiřetína pod Jedlovou skládá z krystalinika, přestavované zde lužickým žulovým masívem, zasahující na území Jiřetína z Šluknovské pahorkatiny. Přes katastr Jiřetína vede lužický přesmyk. Podnebí je odlišné od českého vnitrozemí. Krajina je vystavena oceánským vlivům, je otevřená k severu. Jsou zde mírnější zimy a chladnější léta. Jsou zde menší denní i roční výkyvy teplot a větší množství srážek. Nejslunečnějším měsícem je září. Katastr Jiřetína pod Jedlovou je z velké části zalesněn, především druhotnými smrkovými lesy, které ve vyšších polohách vykazují známky poškození exhalacemi. Ze zemědělské půdy jsou na území Jiřetína především louky, z části nekultivované. Již dle tereziánského katastru o bonitě z roku 1756 zde má půda 8. třídu, tj. nejnižší bonitu.

## Území

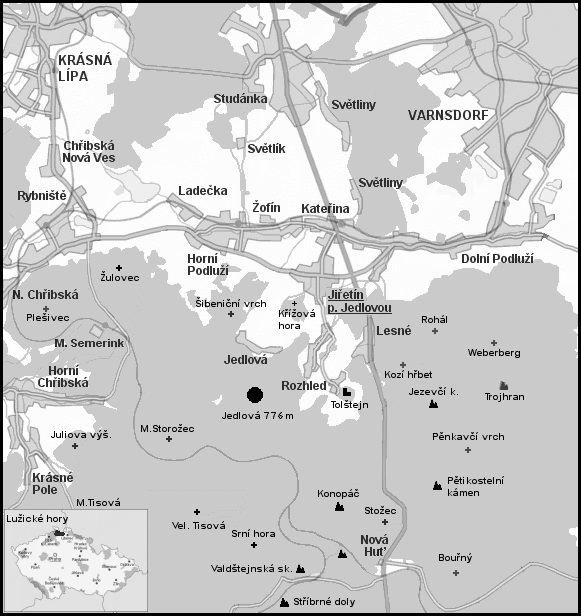
Mapa Jiřetína pod Jedlovou a okolí

Jiřetín pod Jedlovou se nachází na severní straně západní části Lužických hor. Rozloha katastru obce je 11,37 km², z toho 7,48 km² představuje lesní půda, 2,55 km² trvalé travní porosty, 2,83 km² zemědělská půda, a zbytek připadá na zastavěnou plochu, ostatní a vodní plochy. Jiřetín se skládá ze tří katastrů Jedlové, Rozhledu (na katastru Rozhledu leží samotná osada Rozhled a osada Lesné) a samotného Jiřetína.
Jiřetín pod Jedlovou sousedí katastrálním územím na severu a východě s obcí Dolní Podluží, východní hranici tvoří z velké části silnice číslo 9, na jihu sousedí s obcí Svor, která leží v okrese Česká Lípa, v Libereckém kraji, dále na jihu a západě s obcí Kytlice, dál s obcí Rybniště a Horní Podluží.

## Demografie

### Složení obyvatel
V roce 1880 žilo v Jiřetíně pod Jedlovou 3 145 osob. V témže roce se k češtině na základě obcovacího jazyka přihlásilo 10 osob, o deset let později žádná osoba. Obcovací jazyk tehdy znamenal, že osoba používá k hovoru jako jazyk češtinu. V roce 1921 se k „československé“ národnosti přihlásilo 4,2 % osob, v roce 1930 činil jejich podíl 5,2 %.
Při sčítání lidu v roce 1921 zde žilo 1 995 obyvatel (z toho 501 mužů), z nichž bylo 91 Čechoslováků, 1 872 Němců, tři příslušníci jiné národnosti a 29 cizinců. Převážná většina patřila k římskokatolické církvi, 28 k církvím evangelickým, jeden k církvi československé, 45 k nezjišťovaným církvím a dvacet lidí bylo bez vyznání. Podle sčítání lidu z roku 1930 měla vesnice 2 178 obyvatel: 88 Čechoslováků, 2 056 Němců, jednoho příslušníka jiné národnosti a 33 cizinců. Stále převažovala římskokatolická většina, ale ve vsi žilo také 52 evangelíků, dva členové církve československé, 88 příslušníků nezjišťovaných církví (z toho 78 u starokatolické církve) a 133 lidí bez vyznání.
Dle sčítání lidu v k 1. listopadu 1980 žilo v Jiřetíně pod Jedlovou trvale 773 osob, z toho 296 mužů a 477 žen. Neobvyklý poměr mužů a žen byl způsoben tím, že v Jiřetíně byl charitní domov pro řeholnice a dále zde byly ubytovány dělnice z Polska. Celkem 543 občanů se hlásilo k české národnosti, 140 slovenské, 72 německé, 10 polské, 5 maďarské a 3 ukrajinské. Mezi zajímavosti uvedené v obecní kronice patří i to, že se v Jiřetíně pod Jedlovou narodil 15miliontý občan Československé socialistické republiky dne 28. března 1977.
Dle sčítání lidu v 2001 měl Jiřetín pod Jedlovou 570 obyvatel, z toho 484 bylo české národnosti, 30 německé, 25 slovenské a jeden občan se přihlásil k moravské národnosti.

Věková struktura obyvatel obce Jiřetín pod Jedlovou roku 2011

### Náboženský život

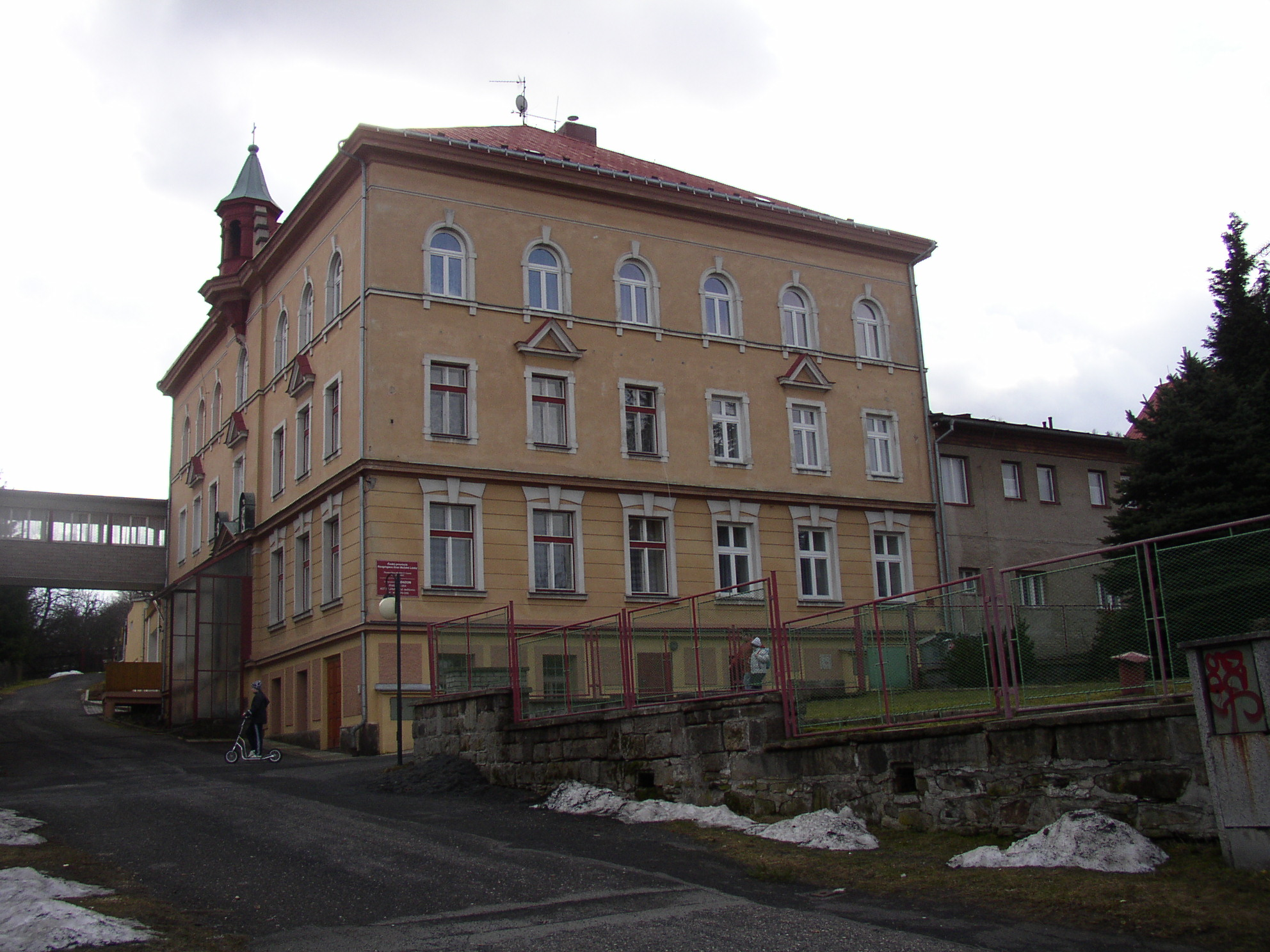
Budova kláštera v Jiřetíně pod Jedlovou

Jiřetín v 70. letech 19. století usiloval, aby se v něm usídlily řeholnice. Město jednalo s generální představenou Kongregace Milosrdných sester svatého Karla Boromejského v roce 1872, ale bezvýsledně. Po založení Kongregace dcer Božské lásky v roce 1868 byly do Jiřetína povolány sestry nové řehole, které zde zřídily Dům božské prozřetelnosti v roce 1874. Byla postavena nová klášterní budova, čp. 254. Její součástí byla kaple a sirotčinec. Původním posláním řádu byla péče o venkovské dívky přicházející za prací do měst, dále péče o přestárlé a sirotky. Po první světové válce vedly sestry vlastní školu, školu ručních prací, školku a pečovaly o sirotky. Byl vybudován další klášterní objekt s kaplí.
Po druhé světové válce i nadále v Jiřetíně existoval klášter. Sestry byly tehdejšímu režimu trnem v oku. Ještě v roce 1947 vedly útulek s převážně německými dětmi, dětský domov v klášteře byl zrušen v roce 1950. Představitelé obce i okresu se snažili o to, aby sestry odešly. K tomu ale nedošlo, v objektu kláštera byl v průběhu 50. let zřízen domov důchodců pro přestárlé řádové sestry. Byly zde soustředěny sestry z Kongregace Dcer Božské Lásky z celé republiky. V roce 1970 zde prožívalo sklonek života 250 řeholnic z celého Československa z osmi řádových kongregací. V 80. letech v Jiřetíně žily karmelitky, vincentky, těšitelky, voršilky, rafaelky, satmarky a další sestry. Sestry převzaly několik objektů v obci a postavily další budovu. Místnímu národnímu výboru působily starost tím, že se nezúčastňovaly voleb. Poprvé sestry volily v roce 1981.
Po roce 1989 postupně řádové sestry z Jiřetína odešly, zůstala jen Kongregace dcer Božské lásky a voršilky.
Na tradice založené řádovými sestrami v Jiřetíně navazuje „Domov svaté Máří Magdalény“, který má sloužit k ochraně ještě nenarozeného života. Domov zde nacházejí dívky, které se ocitnou v obtížné životní situaci.

## Kultura a pamětihodnosti

### Muzeum

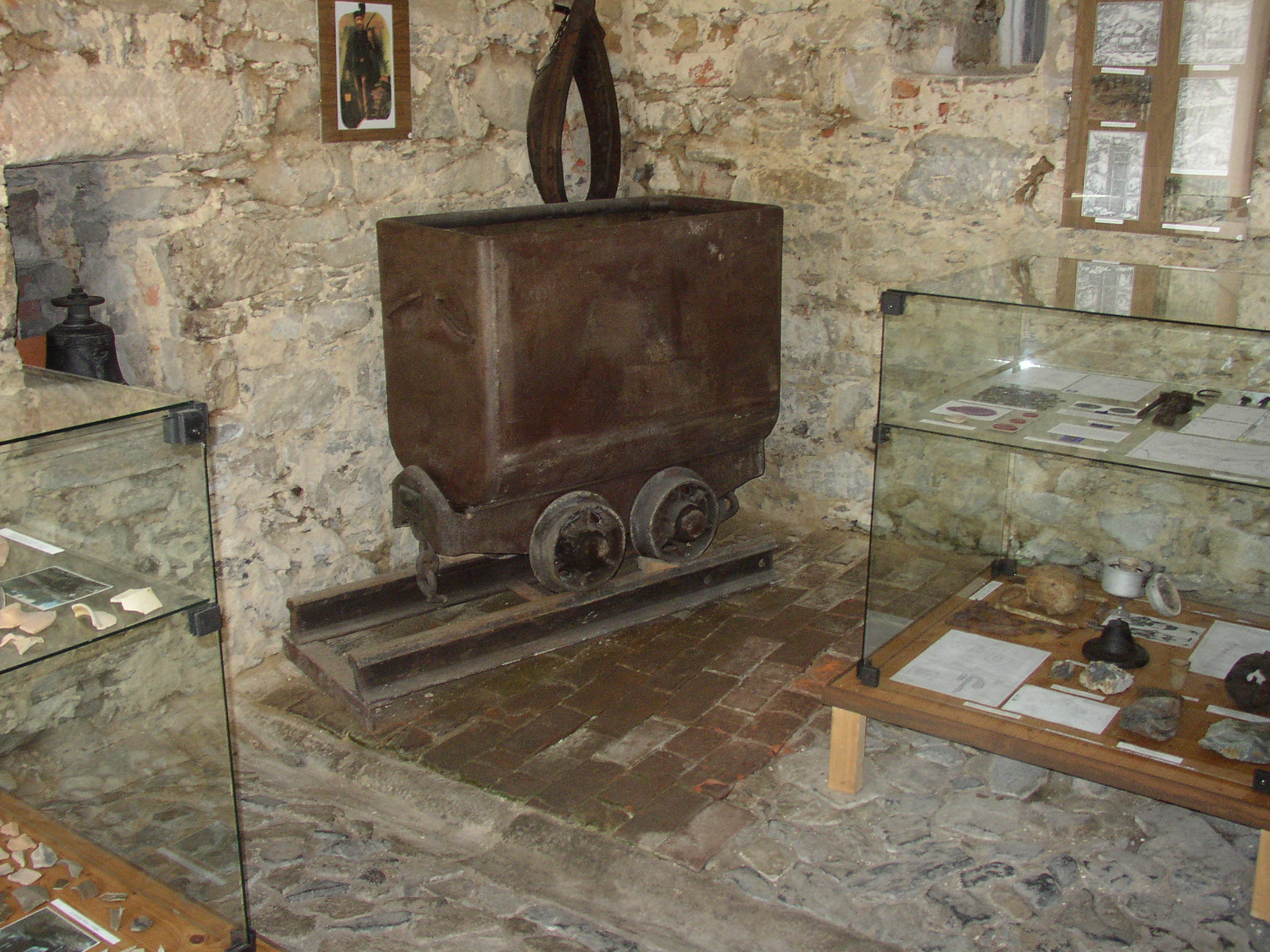
Hornický vozík v expozici muzea v Jiřetíně pod Jedlovou

Počátkem 90. let 20. století vznikla myšlenka na založení muzea. Zabývá se počátky obce v souvislosti s hradem Tolštejn a dolováním stříbronosných rud. Muzeum bylo zřízeno v budově bývalé fary a jeho součástí je i Hornická naučná stezka Údolí Milířky a štola Jan Evangelista.

### Stavební památky
Jiřetín pod Jedlovou byl v roce 1992 vyhlášen památkovou zónou. Město se totiž do dnešní doby zachovalo jako mimořádně kompaktní památkový celek, v jehož obraze dominují přízemní i patrové roubené domy s podstávkami a obvykle mansardovými střechami a břidlicí vykládanými štíty. Některé domy mají prvky s ozdobnými klasicistními portálky. Důvodem vyhlášení městské památkové zóny také bylo, že Jiřetín představuje jediné celistvě dochované šachovnicově uspořádané horní město v celých Čechách.
V Jiřetíně jsou v seznamu památkové chráněných objektů farní kostel Nejsvětější Trojice, kaple Ukřižování na Křížové hoře s přiléhajícím areálem, celkem 24 objektů včetně 11 obrazů křížové cesty, sloup se sochou svatého Vavřince, fara (čp. 1) domy čp. 4 (z roku 1788). Dále čp. 121, 144 a 145, dále chalupy čp. 162 a 164, zřícenina hradu Tolštejn a rozhledna na Jedlové. Chráněné je také sousoší svaté Anny na západním okraji obce a Třípanský sloup pod Jelení skálou.

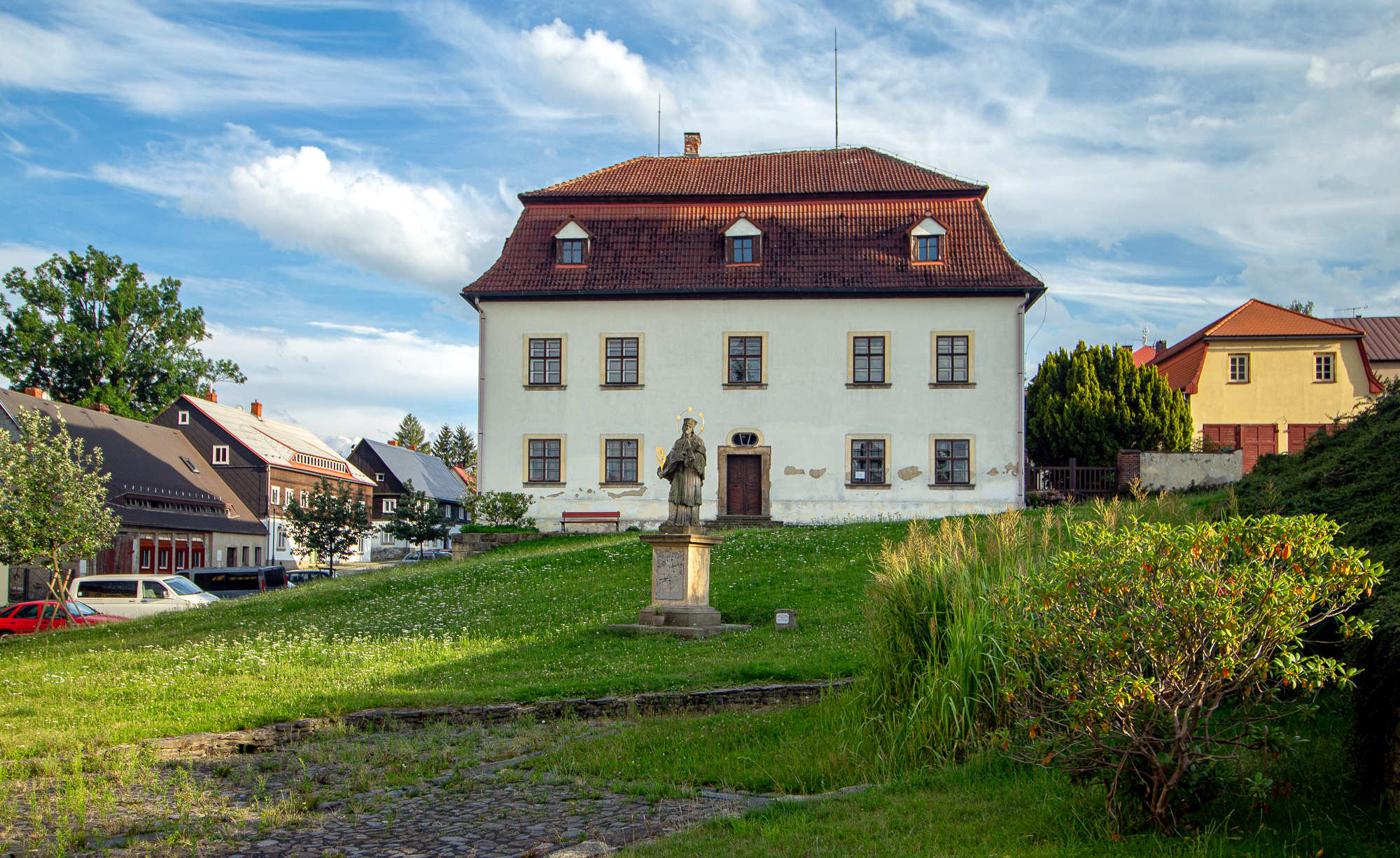
Budova fary v Jiřetíně pod Jedlovou

Původně renesanční kostel Nejsvětější Trojice, jehož výstavba byla zahájena v roce 1587 nebo 1590, byl vysvěcen v roce 1612. Většina zařízení pochází z 18. století. Dva oltářní obrazy (Nejsvětější Trojice a Zmrtvýchvstání Páně) jsou dílem jiřetínského rodáka Josefa Birnbauma. Střecha kostela bývala až do roku 1846 šindelová, poté byla nahrazena pálenou krytinou. Současně byly pořízeny čtyři ciferníky věžních hodin. Do té doby býval pouze jeden na severní straně.

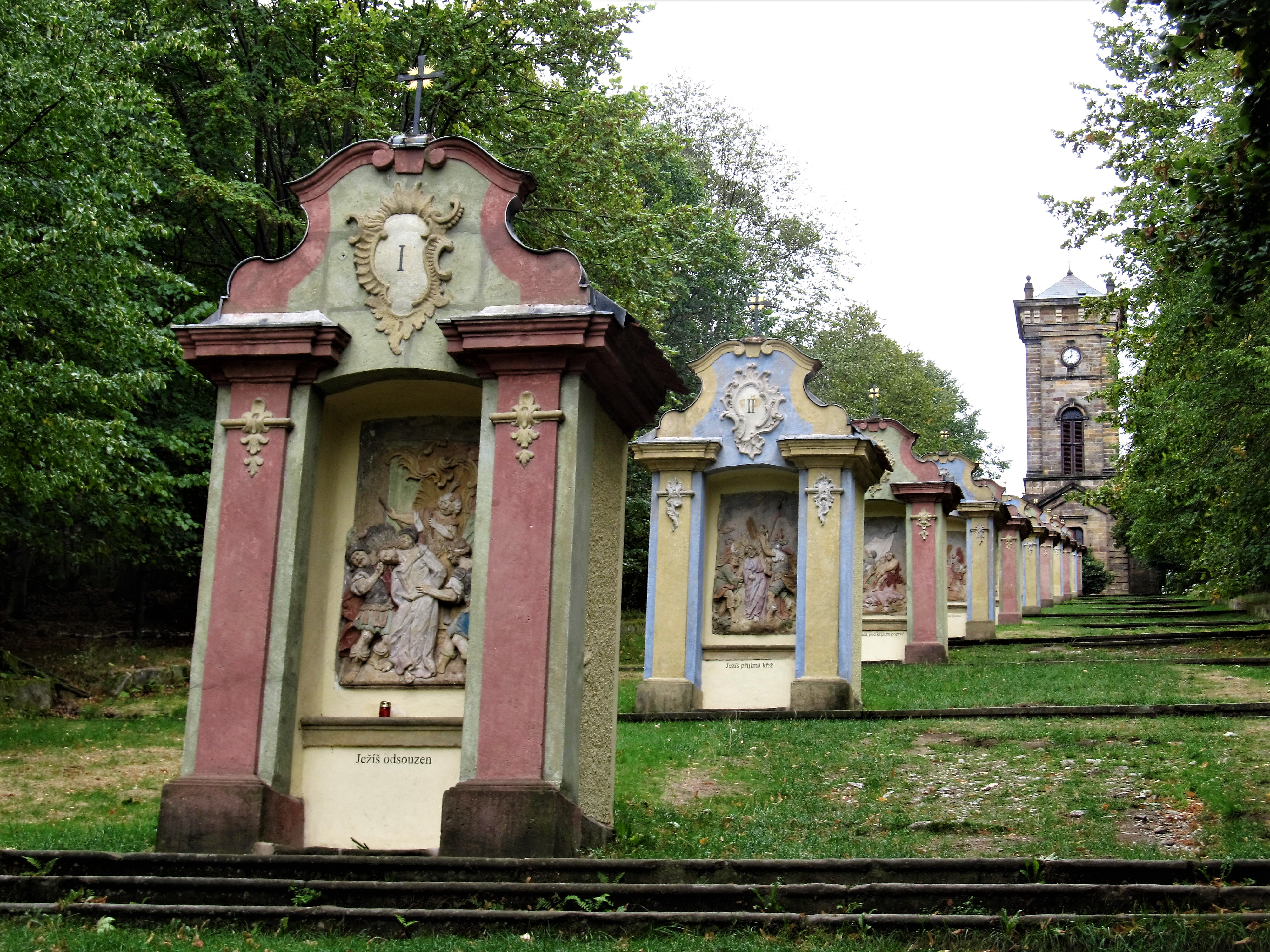
Křížová cesta u Jiřetína pod Jedlovou

Dominantou Jiřetína je křížová cesta, vedoucí na Křížovou horu nad obcí. Roku 1699 zde byl vztyčen dřevěný kříž. O založení křížové cesty se zasloužil jiřetínský farář Gottfried Ließner. V roce 1759 dal postavit jedenáct zděných rokokových výklenků a dřevěnou kapli nad 12. a 13. zastavením. Poslední čtrnácté tvořila kaple Božího hrobu. Dřevěná kaple Povýšení svatého Kříže byla 4. prosince 1779 zničena vichřicí. Základní kámen zděné kaple byl položen v roce 1783. V roce 1796 byla kaple dokončena a vysvěcena. V roce 1842 byla Křížová cesta upravena stupni a v roce 1847 vzniklo vstupní schodiště.
Budova fary pochází z roku 1755. Provedení této stavby patřilo v tehdejší době k nejhonosnějším objektům svého druhu v severních Čechách a její vzhled, preferující patrový vilový stavební typ s mansardovou střechou, se nakonec v pobělohorské době stal závazný právě pro farní budovy.
Na středu jiřetínského náměstí stojí pískovcový sloup svatého Vavřince, křesťanského patrona proti požárům. Na přední straně je nápis, podle kterého byla plastika restaurována roku 1802, v upomínku na požár, který vypukl 11. srpna 1802. Na okraji obce, směrem na Rybniště, stojí socha svaté Anny.
Na severním okraji obce je hřbitov. Byl založen před první polovinou 19. století místo hřbitova na náměstí. Nejstarší náhrobek na hřbitově nese letopočet 1635. Márnice byla postavena v roce 1748. V roce 1761 byla postavena na hřbitově kaple. Kaple byla v roce 1822 přestavěna a dnešní podobu získala v roce 1840, v témže roce byl hřbitov sadově upraven a obehnán zdí.
V ulici pod poštou je opuštěná budova bývalé šroubárny, v níž byla za druhé světové války pobočka koncentračního tábora Flossenbürg, kde pracovaly francouzské židovské ženy. Roku 1982 na ní byla umístěna malá pamětní tabulka, která však byla později odstraněna.

### Kulturní život a spolky
V Jiřetíně pod Jedlovou se každoročně od roku 1991 pořádá Svatojiřetínská pouť. Pouť se pořádá nejbližší neděli svátku povýšení svatého Kříže, dne 14. září. Od roku 1998 existuje Spolek přátel Jiřetína, který pořádá masopustní oslavy, drakiádu a další. Každoročně se pořádají „Hry legrace a smíchu“.
Mezi první spolky v Jiřetíně pod Jedlovou patřila již od roku 1724 společnost střelců. Spolek vystavěl nad městem pod Křížovou horou budovu Střelnice. Za své aktivity v době slezských válek v polovině 18. století dostaly od vrchnosti děkovný dopis. Ve druhé polovině 19. století přibyl ke spolku střelců v roce 1862 Spolek veteránů a Spořitelní a záložní spolek, v roce 1863 Tělovýchovný spolek, v 1865 vznikl Spolek dobrovolných hasičů. Po vzniku Československa spolky fungovaly na stejném principu. V třicátých letech vznikl Dělnický tělocvičný a pěvecký spolek. Spolky se staraly i o divadelní představení.
Po roce 1948 vznikly v Jiřetíně seshora nařízené společenské organice jako Svaz přátel SSSR v Československu, odbočka Jiřetín v roce 1946 či ROH – svaz zaměstnanců sklářského průmyslu fa. A. Clar Svatý Jiřetín Svaz dobrovolných hasičů začal existovat 30. listopadu 1945. V roce 1961 vznikla Tělovýchovná jednota Slovan Jiřetín pod Jedlovou. V 80. letech 20. století se začal objevovat smysl pro místní tradice. V roce 1984 se objevil Spolek občanů německé národnosti. Při příležitosti oslav 400. výročí vyhlášení Jiřetína pod Jedlovou městem proběhly oslavy jubilea.
V Jiřetíně od roku 1998 pracuje Spolek přátel Jiřetína.

### Sport

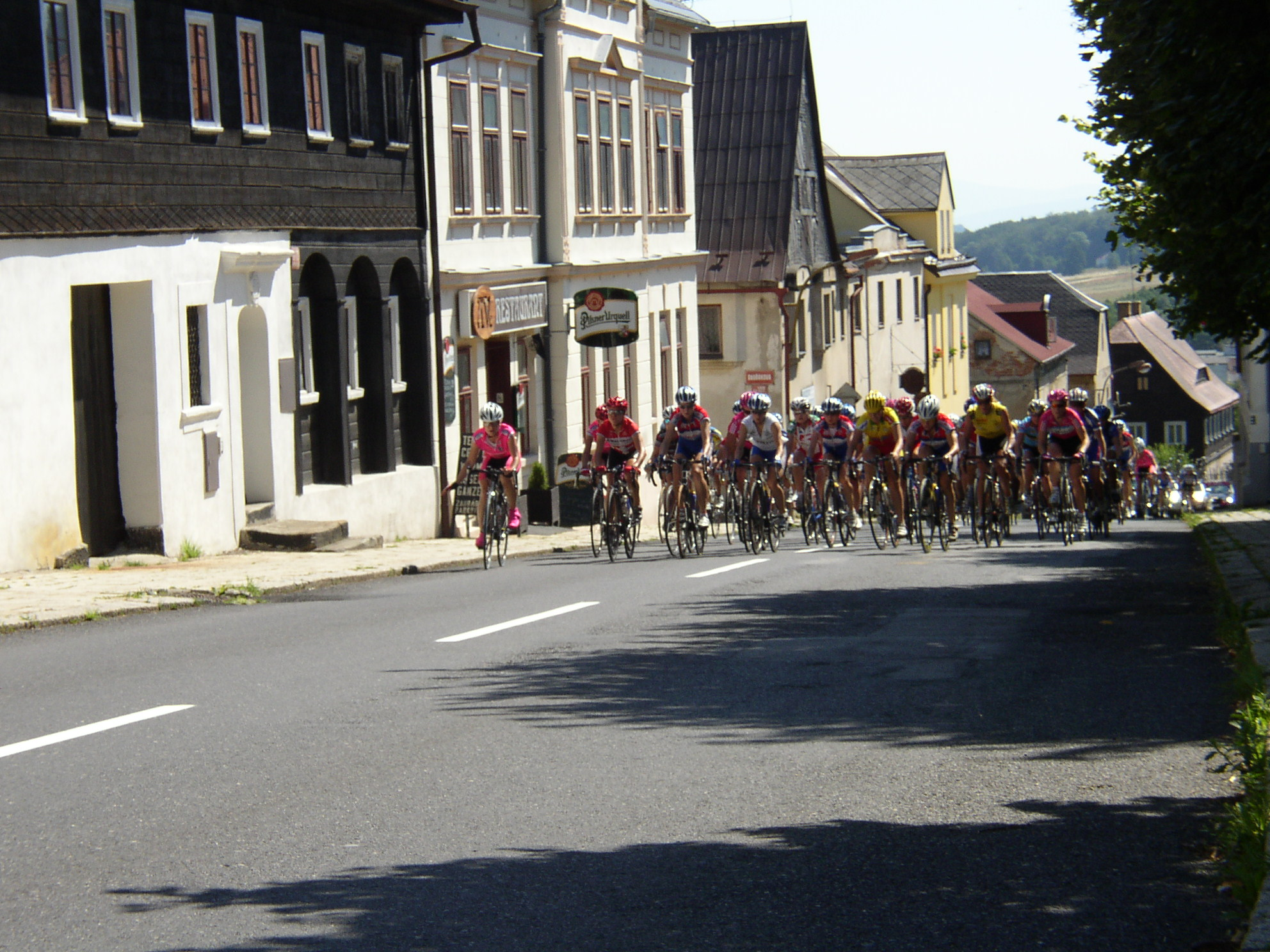
Průjezd ženského cyklistického závodu Tour de Feminin Jiřetínem pod Jedlovou

Během 60. až 80. let byl na Jedlové a u osady Rozhled vybudován lyžařský areál, čímž se Jiřetín stal střediskem zimních sportů. V roce 1983 zahájila místní tělovýchovná jednota výstavbu letního sportovního areálu, který nabízí mnoho možností sportovního vyžití.
Ve východní části obce v bezprostřední blízkosti lesa se nachází letní sportovní areál, který provozuje Tělovýchovná jednota Slovan Jiřetín pod Jedlovou. Areál nabízí travnaté hřiště na fotbal, tři antukové tenisové kurty, venkovní bazén, univerzální hřiště s umělým povrchem a osvětlením vhodné na tenis, nohejbal, košíkovou, florbal, tři beach pískové kurty, atletickou dráhu 60 m s doskočištěm do dálky, sektor na vrh koulí, osmnáctijamkové minigolfové hřiště a dětské hřiště s relaxační zahradou.
V katastru obce, na severním úpatí západní části Lužických hor mezi Jedlovou a zříceninou hradu Tolštejn, se nachází zimní sportovní areál. V současné době jsou v areálu provozovány dva lyžařské vleky, a to od hotelu Slovan na vrchol Jedlové v délce 1200 m a na „Mezích“ v délce 800 m.
Přes Jiřetín vedou etapy ženské cyklistického závodu Tour de Feminin. V místním sportovním areálu se pořádají cyklistické závody Samat tour, dále se ve sportovním areálu pořádá celorepublikový turnaj v plážovém volejbalu a další.

## Hospodářství a infrastruktura

### Doprava
Obec leží na silnici druhé třídy číslo 264 z Rybniště do Varnsdorfu. Na východě obce se nachází silnice číslo 9 vedoucí přes osadu Lesné, spojující Šluknovský výběžek s vnitrozemím České republiky. Železniční stanice Jiřetín pod Jedlovou na trati Rybniště–Varnsdorf se nachází na katastru obce Dolní Podluží, dále na katastru obce, asi 3 km od centra směrem na jih se nachází lesní nádraží Jedlová. Autobusové spojení se zbytkem Šluknovského výběžku zajišťuje ČSAD Semily a linku do Prahy zajišťuje především společnost Quick Bus, a. s. a ČSAD Semily.
Autobusová zastávka na autobusy do Prahy a Liberce je na křižovatce Na Mýtě, asi 800 metrů od centra obce směrem na východ.

### Turistika

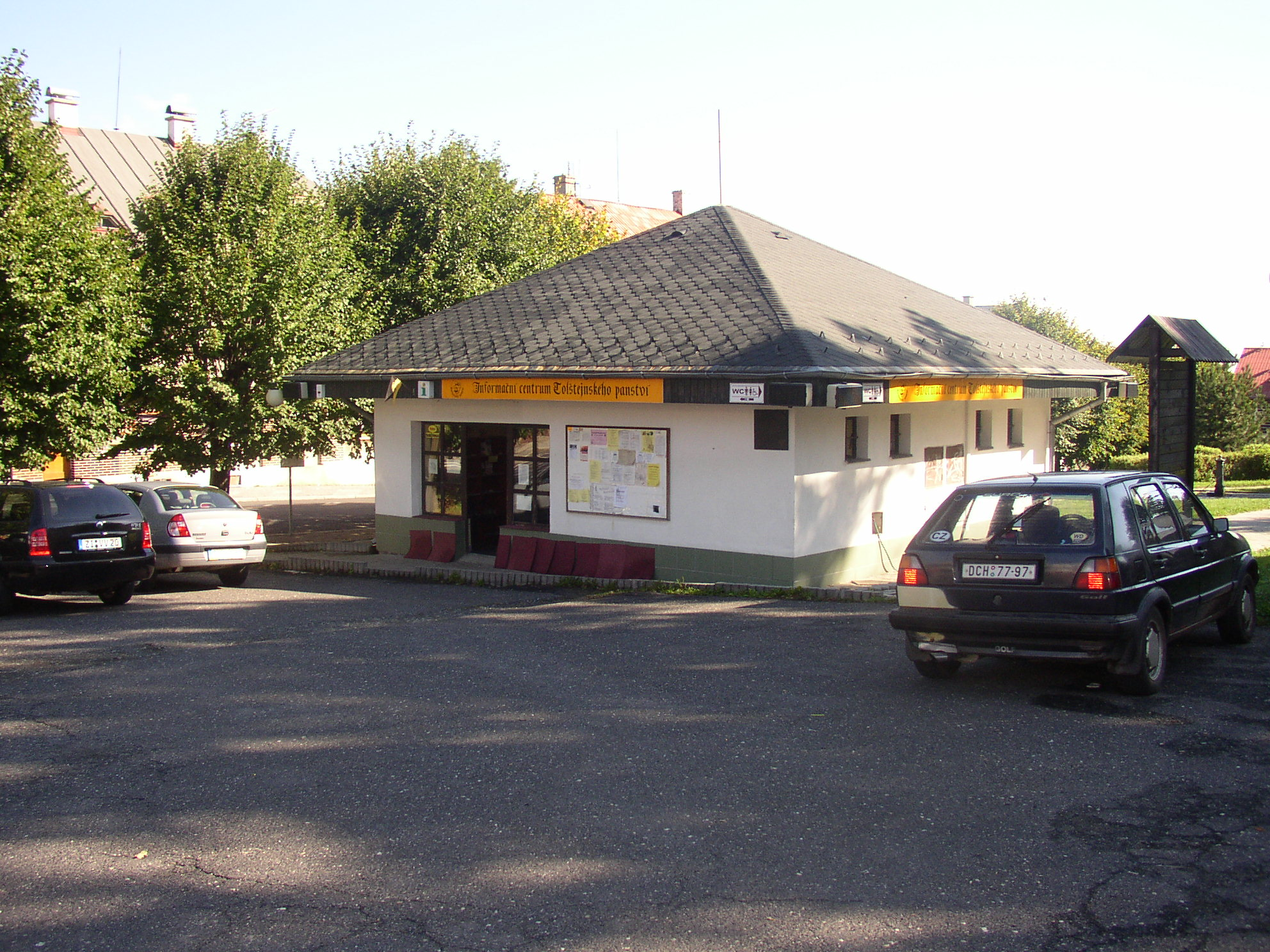
Informační středisko na náměstí v Jiřetíně pod Jedlovou

Na katastru Jiřetína pod Jedlovou je křižovatka evropských dálkových tras E3 a E10 u ranče Ranche 7D. Na území Jiřetína jsou vedeny jako červená turistická trasa číslo 0332 z Lesného přes Jedlovou do Krásné Lípy, dále jako zelená turistická trasa číslo 3951 z Varnsdorfu přes jedlovské nádraží do Cvikova. Z jedlovského nádraží vede červená turistická trasa číslo 0317 do Jetřichovic přes Studenec. Z náměstí v Jiřetíně vede žlutá turistická trasa na hraniční přechod v Dolním Podluží, dále pokračuje na koupaliště na území Německa Trixi v Großschönau. Slouží také jako spojka k Hornické naučné stezce v údolí Milířky.
Přes Jiřetín vedou cyklotrasy číslo 3015 a 3052. Lyžařům slouží sjezdovky na Tolštejně a na Jedlové.
Tolštejn je centrem Tolštejnského panství. V obci je bohatá síť restaurací sloužící turistům, ubytovacích zařízení cestovního ruchu.

### Zdravotní péče

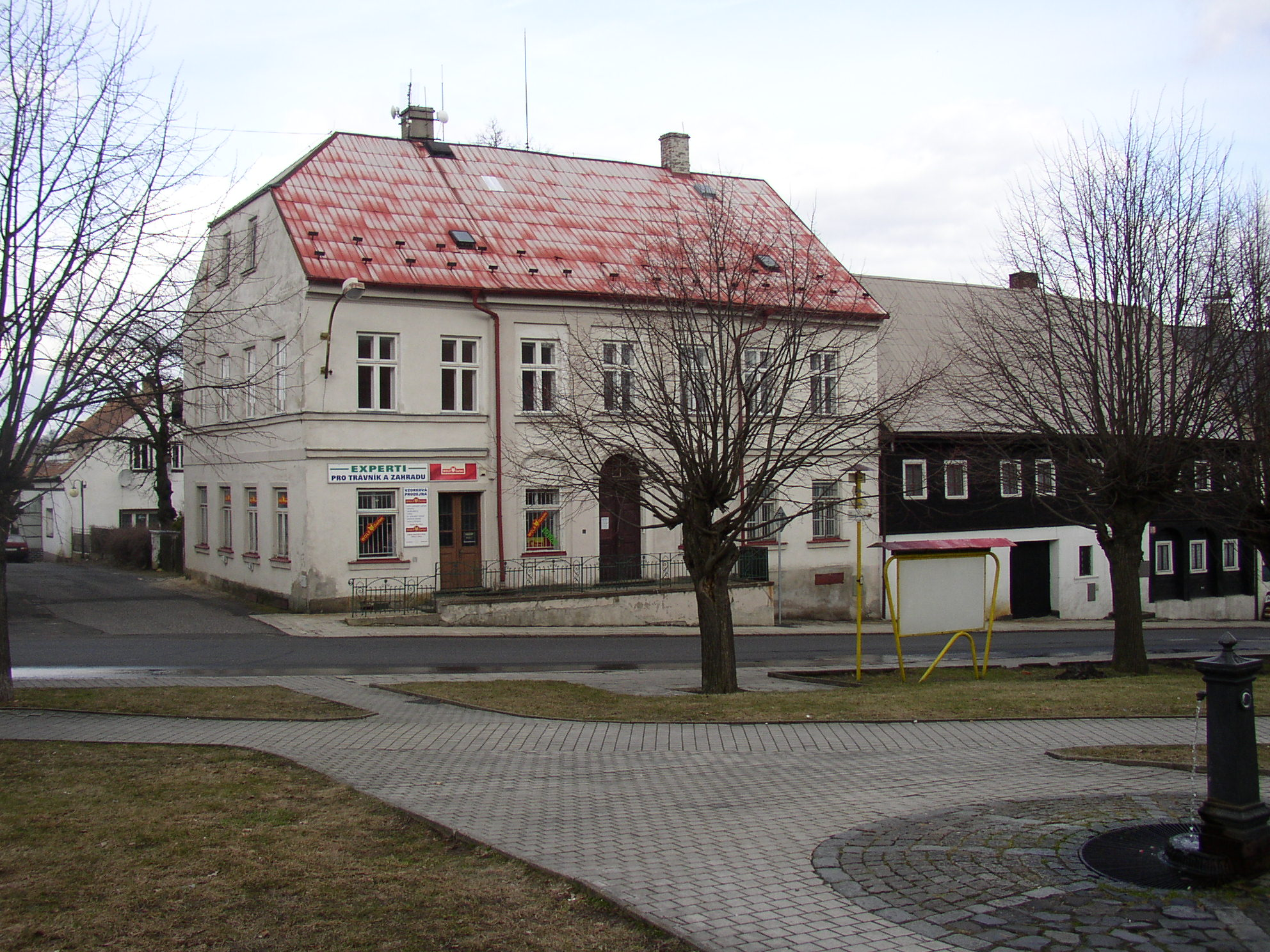
Budova bývalé lékárny v Jiřetíně pod Jedlovou

První lékař se v Jiřetíně připomíná již v roce 1675. První člověk s lékařským titulem v Jiřetíně byl MUDr. Franz Langer, který v Jiřetíně žil od roku 1839. Lékárna v Jiřetíně vznikla v roce 1834 v č. p. 127. Založil jí František Preissel. Ten zakoupil dům čp. 120 a tam lékárnu přestěhoval. V tomto domě byla lékárna až do roku 1995. Posledním lékárníkem v ní byl Dr. Pharm. Nestor Houngbejdi z afrického Beninu. Specializoval se na homeopatii.
V Jiřetíně pod Jedlovou je neurologické doléčovací sanatorium Klára. Sanatorium se nachází v bývalém domově řeholních sester těšitelek v Křížové ulici číslo 233. Doléčují, případně se zde léčí trvalejší bolesti hlavy, kloubů, páteře, funkční zažívací poruchy. Penzion je součástí smluvní sítě zdravotních pojišťoven. Dále má v Jiřetíně ordinaci praktický lékař pro děti a dorost. Praktický lékař pro dospělé a zubní lékař je v Dolním Podluží. Od 1. června 1993 je v obci Dům pečovatelské služby.

### Školství a média
Ve dvacátých letech 20. století byla v Jiřetíně čtyřtřídní německá chlapecká a dívčí obecná škola, umístěné ve dvou budovách čp. 29 a čp. 116. V obci vznikla iniciativou okresního úřadu také česká menšinová škola, umístěná ve školní budově čp. 116. Vyučování v ní začalo dne 11. listopadu 1919. V roce 1951 se začalo uvažovat o stavbě nové školy. Dne 11. listopadu 1955 byl položen základní kámen nové školy. Vyučování bylo zahájeno v roce 1958. Od školního roku 1962 až 1963 je provozována jako čtyřtřídní a od roku 1969 jako dvojtřídka a od pátého ročníku povinné školní docházky začínají děti dojíždět do Dolního Podluží.
Škola v Jiřetíně pod Jedlovou ukončila svoji činnost po 38 letech. Od školního roku 1995 dochází děti do školy v Dolním Podluží. V objektu školy zůstala mateřská školka, stala se součástí sportovního areálu. Obec v roce 1993 založila místní noviny „Permoník“. Nulté číslo vyšlo v březnu 1993, poté začaly vycházet pravidelně. Od května 1997 nesou noviny podtitul „Noviny pro občany a chalupáře Jiřetína pod Jedlovou, Dolního Podluží a Horního Podluží“. Noviny jsou měsíčníkem.

### Průmysl

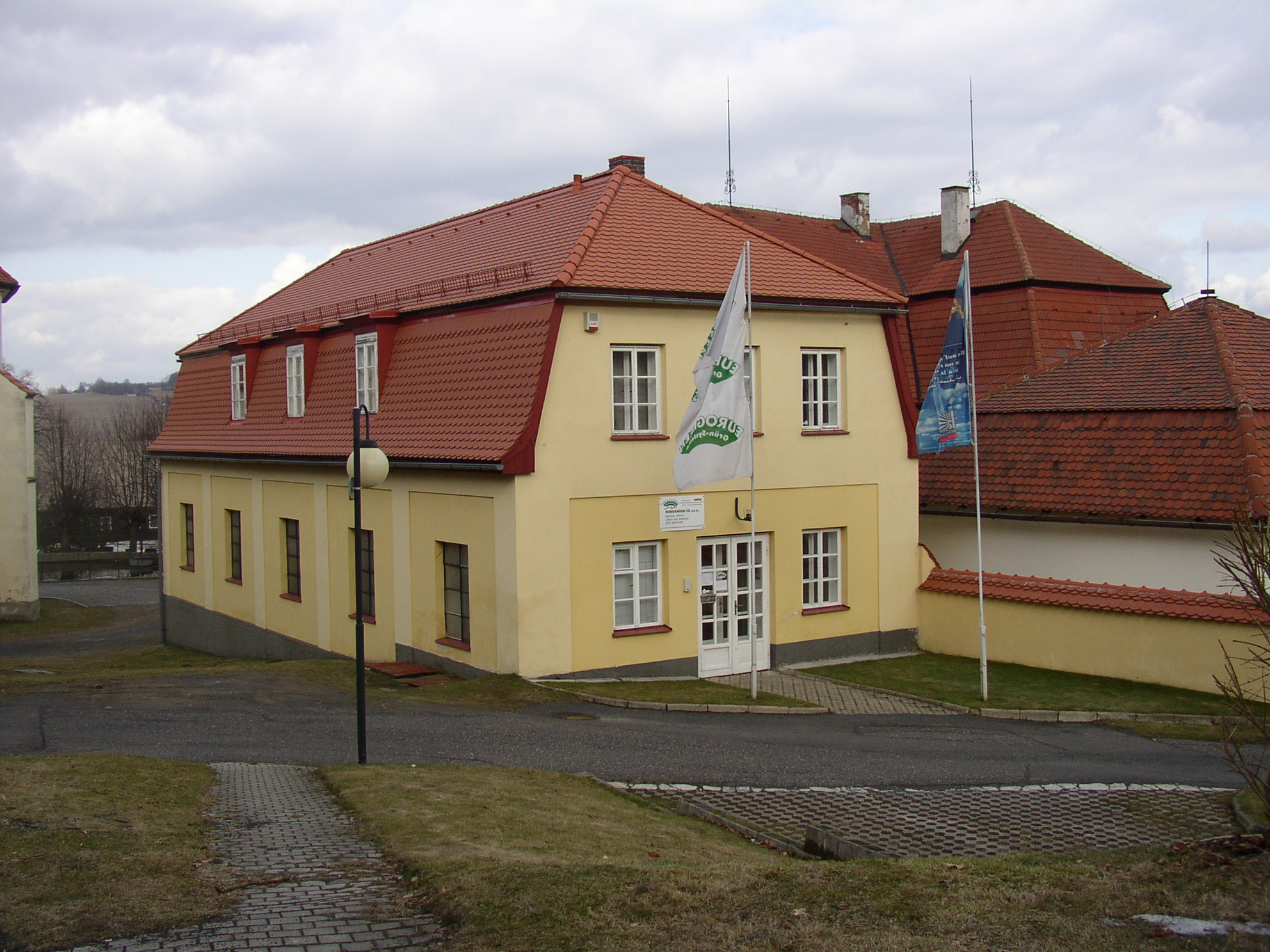
Sídlo firmy Eurogreen v bývalé požární zbrojnici v Jiřetíně pod Jedlovou

V letech 1907 až 1909 založil jablonecký podnikatel Richard Hübner továrnu na broušení a leštění polodrahokamů. Mezi světovými válkami zaměstnávala až 300 dělníků. Konjunktuře výroby polodrahokamů udělala konec hospodářská krize ve 30. letech 20. století. Po 2. světové válce se z továrny stal jeden ze závodů Preciosa n. p. Jablonec nad Nisou. Koncem roku 1997 závod ukončil svoji činnost a všichni zaměstnanci byli propuštěni.
V roce 1978 byla zahájena výstavba nové haly Rukova, výroba pozinkovaného plechu začala postupně přecházet výrobě elektrickým kamen a ohřívačů vody. V závodě se vyráběly teplovodní kotle Dakon. V 80. letech 20. století v závodě pracovalo 120 zaměstnanců. V Jiřetíně pod Jedlovou je v současné době výrobce krbových kamen HAAS+SOHN v objektu bývalého Rukova, dále výrobce plastových oken Samat, firma EUROGREEN CZ s. r. o. která se zabývá celorepublikově profesionálním zakládáním sportovních trávníků. Zakládá a staví travnatá fotbalová hřiště prvoligových týmů.
Zemědělství v obci po zániku státního statku prakticky neexistuje, problémem je základní údržba zemědělských ploch.

### Obchody a restaurace
V Jiřetíně pod Jedlovou je obchod v potravinami, obchod se zeleninou, poštovní úřad, informační centrum a kolem 15 restaurací. Mezi věhlasnější patří na katastru obce Hradní restaurace na Tolštejně, restaurace na Jedlové, chata Zvoneček v osadě Jedlová, Penzion Setuza, Ave restaurant a další.

## Osobnosti
I když Jiřetín pod Jedlovou nikdy nebyl velkým městem, přesto se v něm narodilo dost osobností přesahující význam Jiřetína. Franz Anton Ernst (1745–1805) byl houslař, hudební skladatel a houslový koncertní mistr, Johann Alois Miksch (1765–1845) byl operní zpěvák a hudební pedagog, Johann Birnbaum (1793–1872) byl malířem převážně církevního umění, Josef Johann Münzberg (1838–1907) cestovatel a zakladatel restaurace na Tolštejně, Wenzel Salomon (1874–1953) byl malířem místních motivů, namaloval též obraz Pochod smrti. Obraz zachycuje pochod vězňů z koncentračního tábora Schwarzheide na konci dubna 1945. Obraz byl téhož roku vystaven ve výloze krámku na náměstí na "upomínku" hrůz. Další osud tohoto obrazu není znám. Na podobné téma namaloval ještě jeden obraz Pracovní skupina zachycující židovské ženy z tábora Terezín. Tento obraz visel do 1987 v interiéru OV KSČ v Děčíně, roku 1987 byl předán Památníku Terezín. František Fišer (1926–1983) žil po roce 1970 trvale na Jedlové čp. 1, kde se podílel na ekumenickém překladu bible, jeho hlavní podíl spočíval v překladu starozákonních žalmů.

## Pověsti
O Jiřetínu vypráví mnoho pověstí, např. o Vlachovi, který každé tři roky do Jiřetína přijížděl na kozlovi, o modrých kamenech, na kterých Jiřetín leží a které jej chrání před katastrofami, o sedmi bratrech Donátových, kteří v rámci rekatolizace museli opustit Čechy, o zázračném uzdravení nejmladšího na Křížové hoře, o zázračné pumpě u Panenky Marie na Křížové hoře, o hodináři Grohmanovi, o loupežníkovi Karáskovi. Z novodobějších pověstí se vypráví jak sovětští vojáci stříleli v lesích okolí Jiřetína zvěřinu, vypravěč jako malé dítě jedl se šestiletou sestrou zvěřinu s nimi a jak nim přišel ruský důstojník a plynou němčinou jim vyprávěl, že má také malou holčičku, je jí dva a půl roku a že ji ještě neviděl, a možná ani nikdy neuvidí. Že ví, že skončila válka, všichni se radují, že je konec války, je to dobře a nakonec řekl: „Nepřejte si ten režim, co máme v Rusku. Já vůbec nevím, co s námi bude.“, jak odešli Němci z Jiřetína, jak v Jiřetíně stály domy, kde byli zajatci, Rusové, Francouzi. Jak měli lidé strach z Hitlera, pak z vlastních lidí.

## Galerie

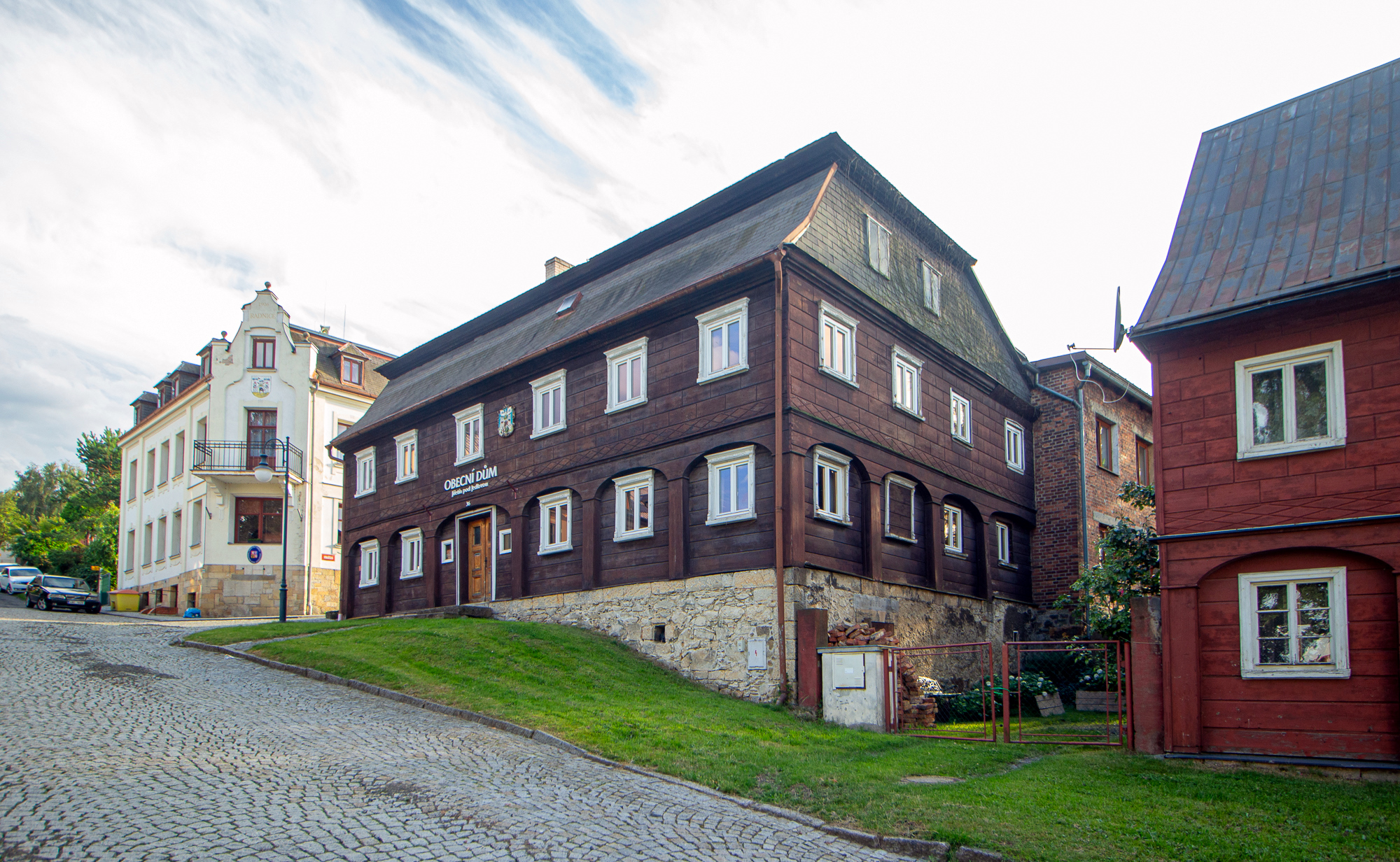
Náměstí Jiřího, Obecní dům a zcela vlevo budova radnice
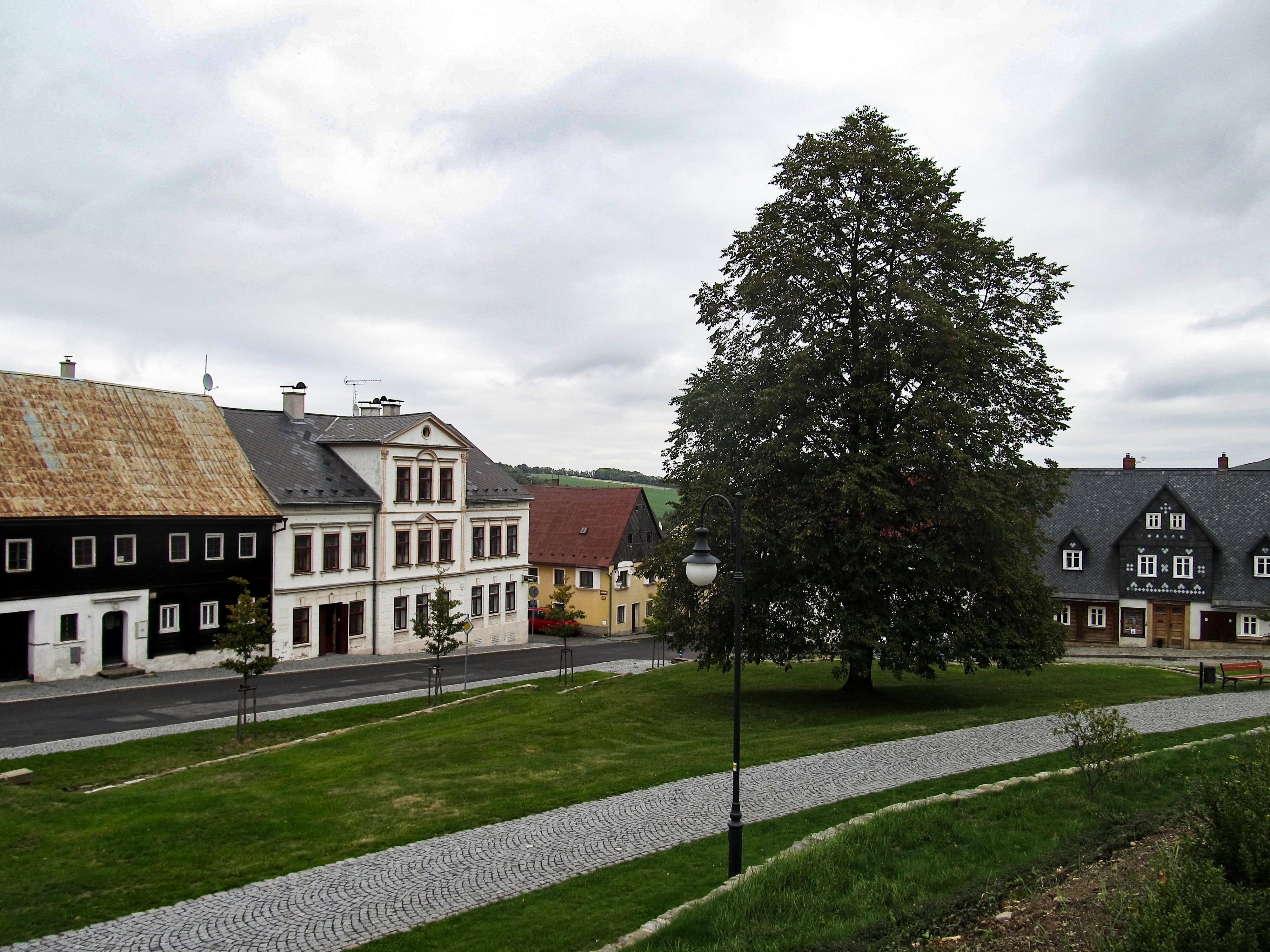
Severovýchodní strana Náměstí Jiřího
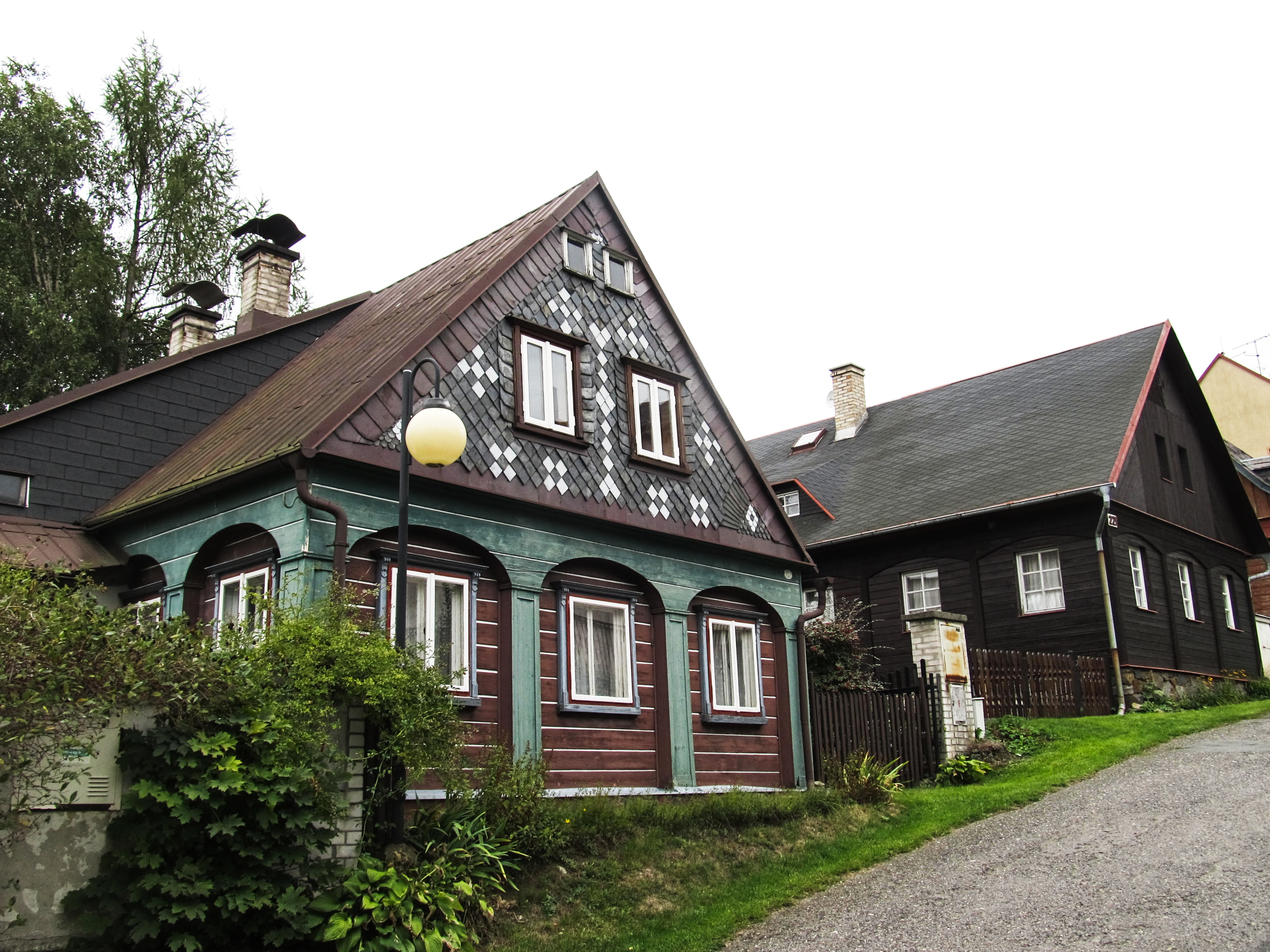
Křížová ulice
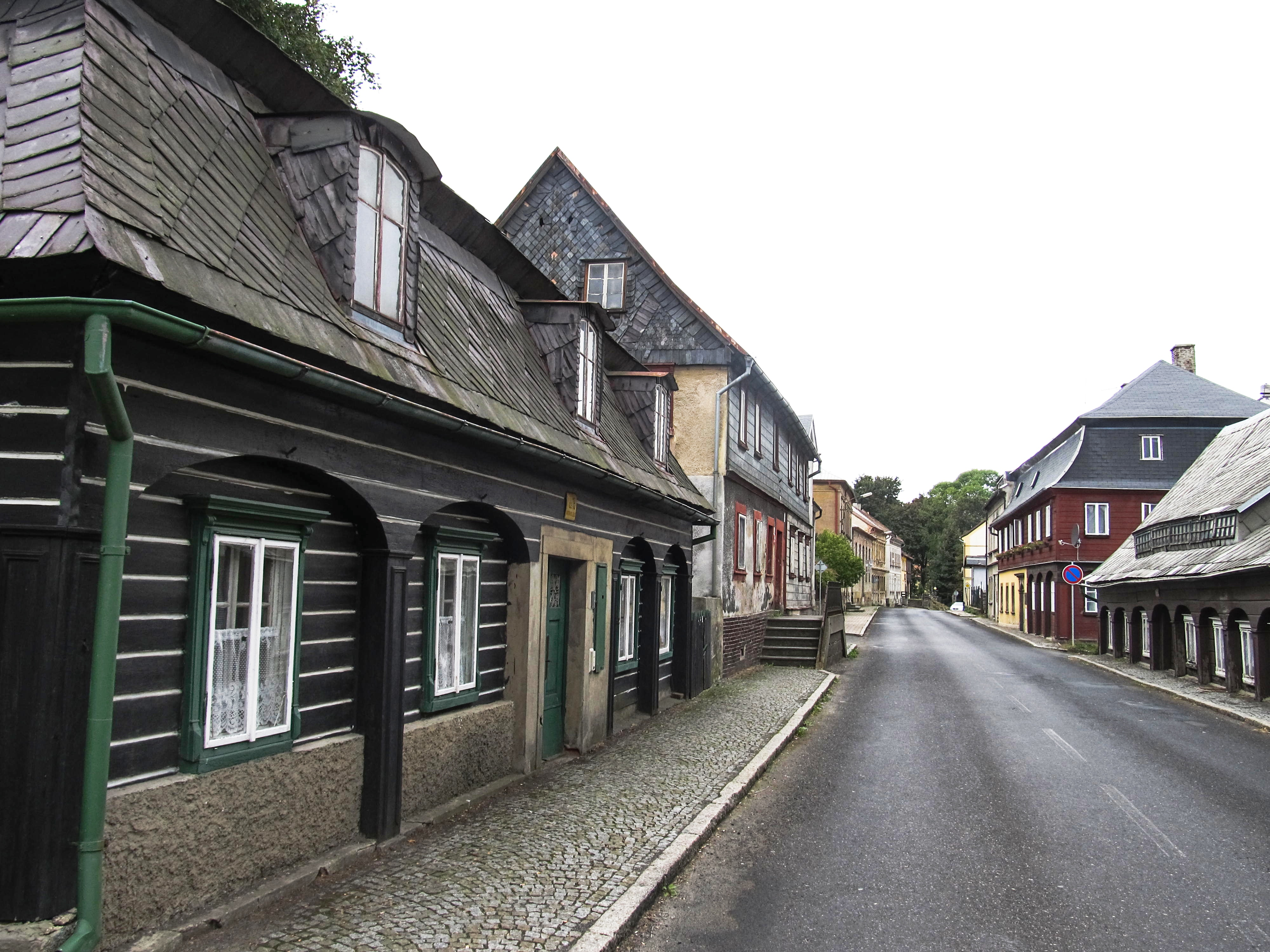
Děčínská ulice
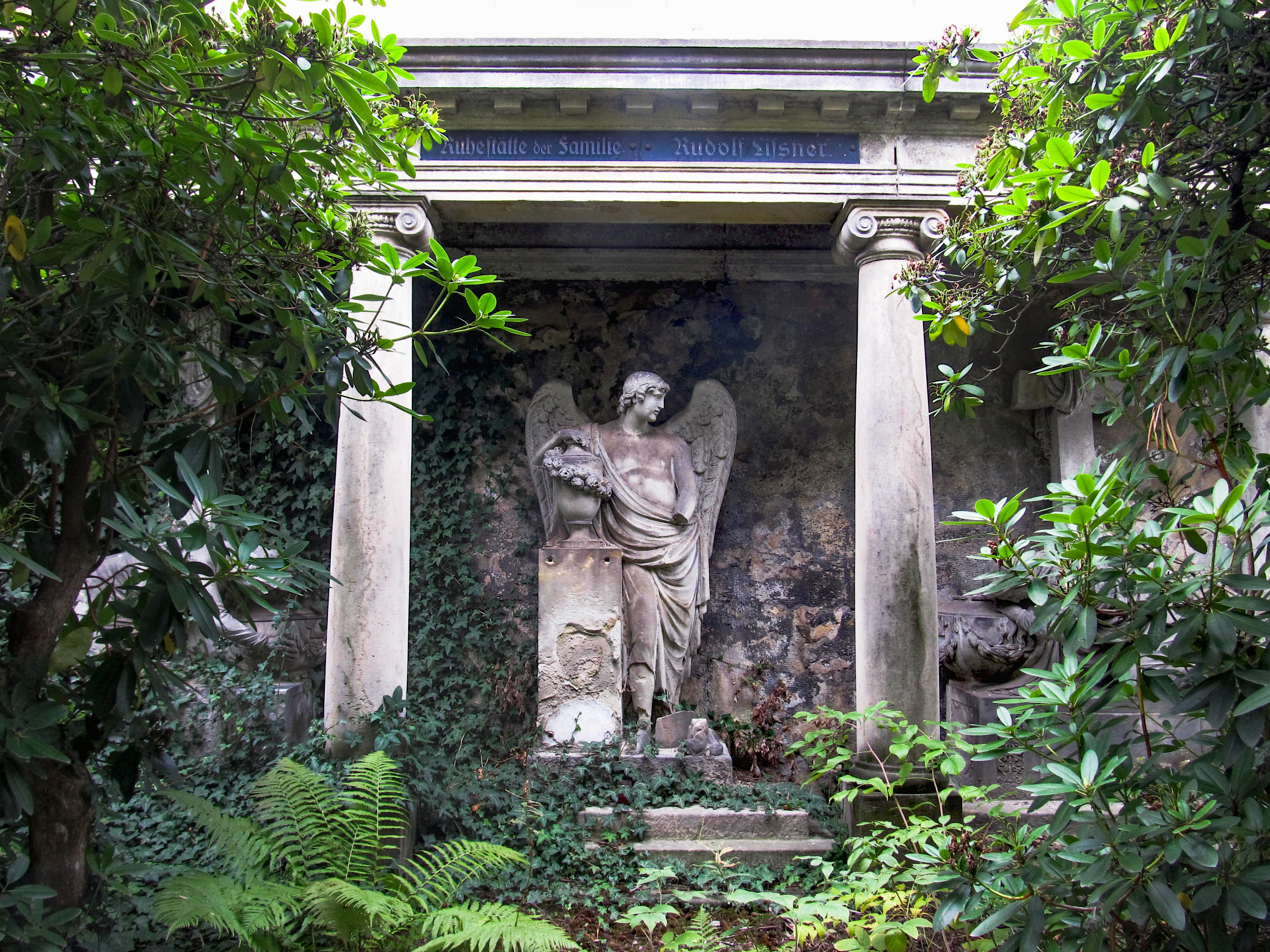
Jiřetínský hřbitov
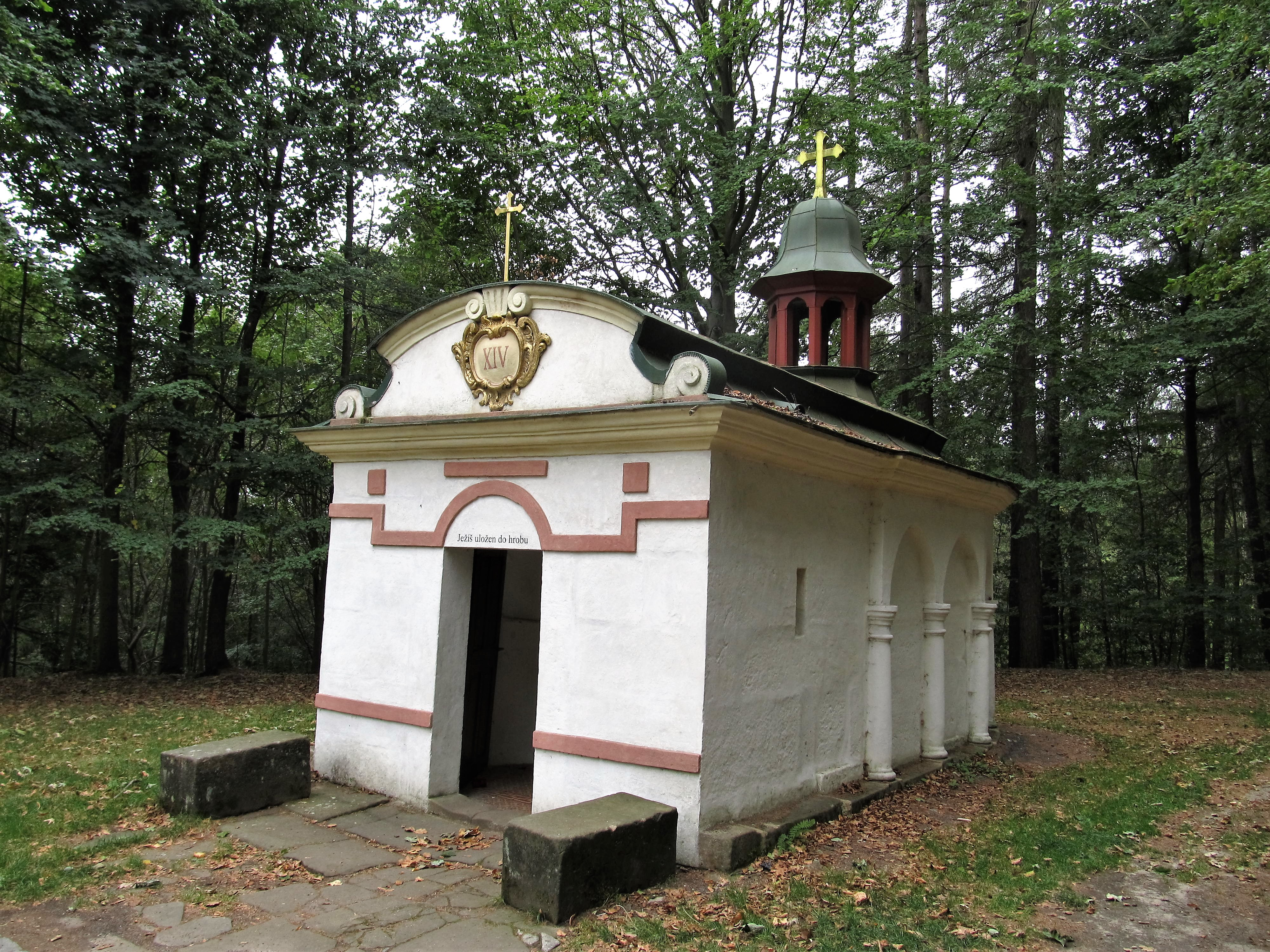
Kaple Božího hrobu na konci křížové cesty
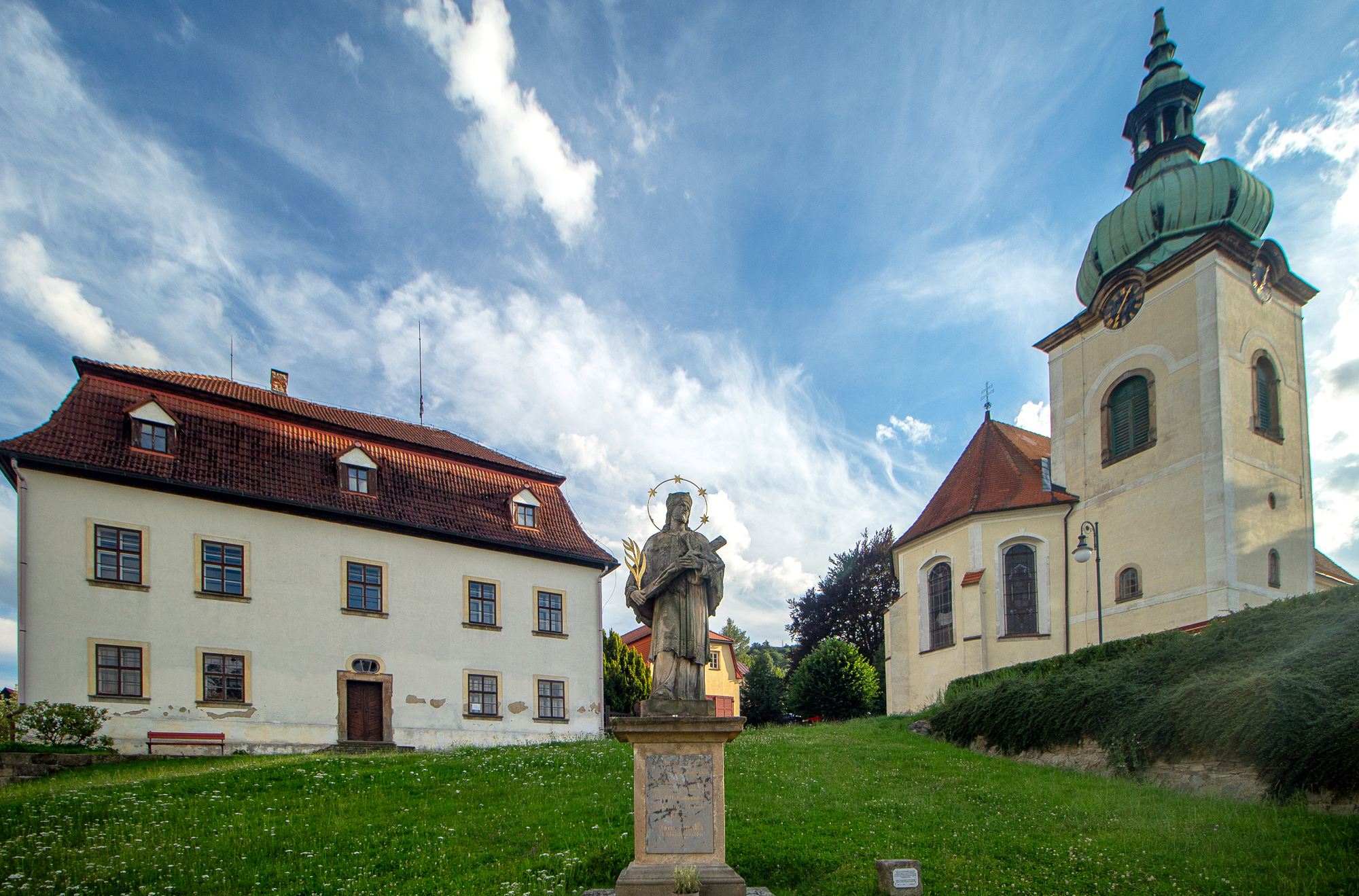
Náměstí Jiřího s kostelem Nejsvětější Trojice a farou
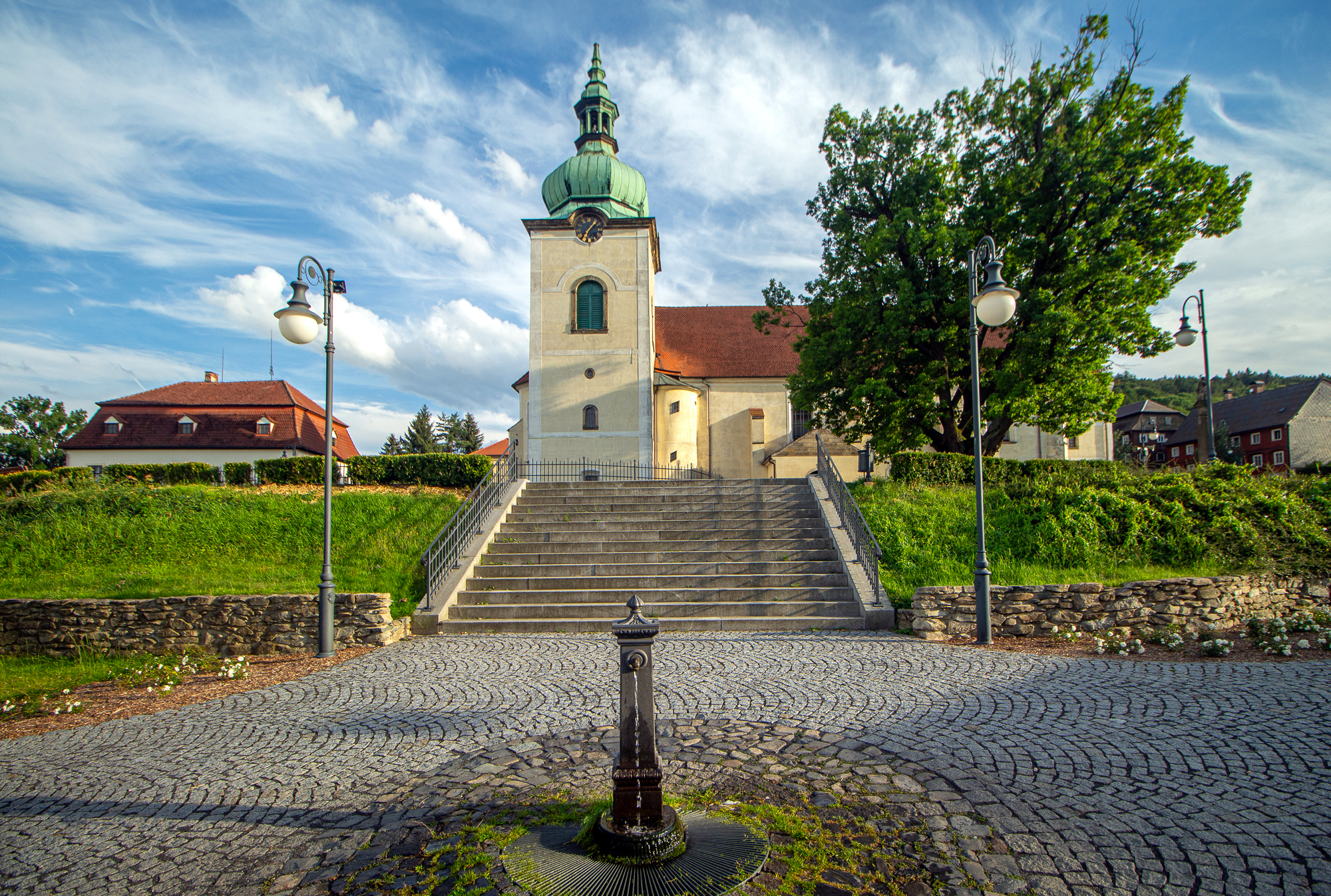
Náměstí Jiřího s kostelem Nejsvětější Trojice